# Drehgestell

Hauptbauteile eines Drehgestells älterer Bauart mit Wiege

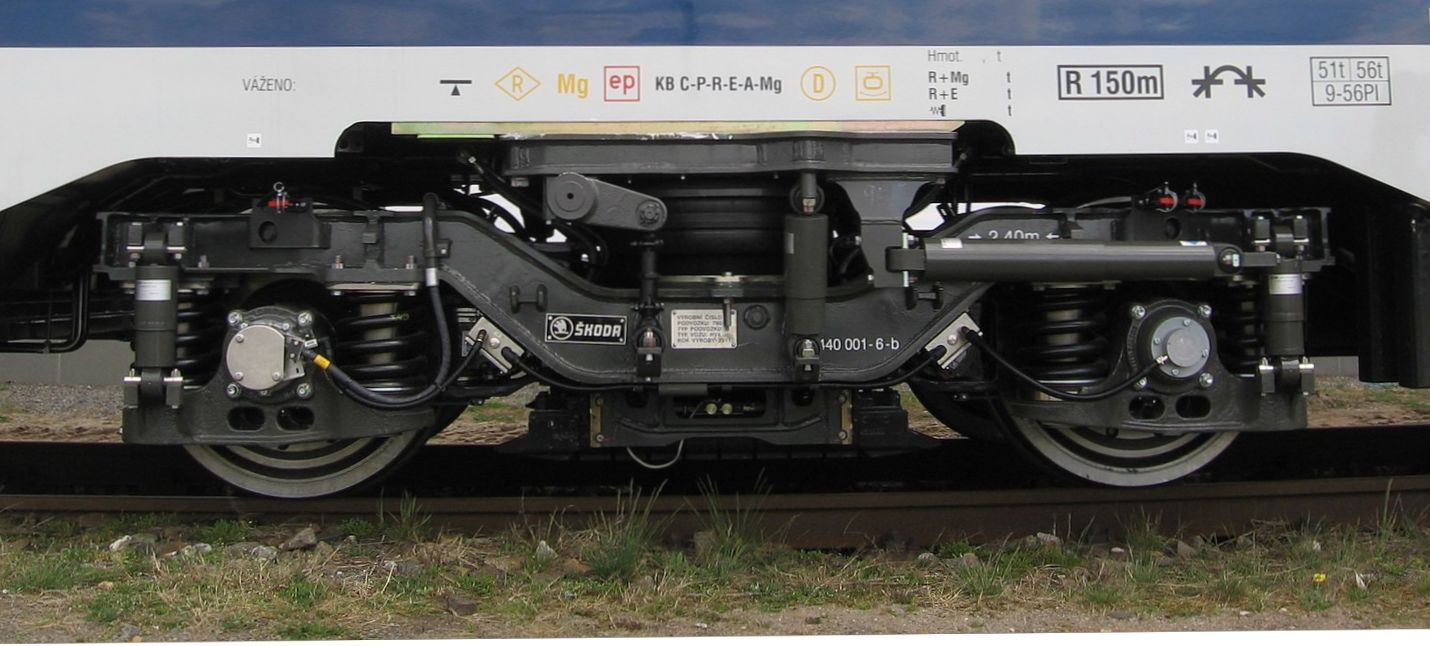
Modernes Drehgestell ohne Wiege und mit Gas-Federn (Sekundärfederung) zwischen Wagenkasten und Drehgestellrahmen, die radiale Bewegungen zwischen ihren Enden ermöglichen
(Triebwagen, ČD-Reihe 440)

Ein Drehgestell ist ein Laufwerk eines Schienenfahrzeugs, bei dem die Radsätze nicht direkt am Wagenkasten, sondern in einem um die Vertikalachse drehbaren (Drehgestell-)Rahmen (Gestell) gelagert sind. Schienenfahrzeuge mit Drehgestellen werden auch als Drehgestellfahrzeuge bezeichnet. Bei ihnen stützt sich der Wagenkasten auf zwei oder mehrere Drehgestelle ab. Im Gegensatz dazu spricht man von einrahmigen Fahrzeugen bzw. Einrahmenfahrzeugen, wenn die Radsätze in einem und demselben Rahmen gelagert sind.:100
Der Grund für die Anwendung von Drehgestellen ist der geringere Achsabstand innerhalb eines Drehgestells im Vergleich zu einem langen Wagenkasten mit nicht um die Vertikalachse drehbaren Radsätzen. Drehgestellfahrzeuge können engere Gleisbögen befahren, wobei die Räder trotz Ausschwenken des Drehgestells (auch Ausdrehen genannt) zwar immer noch schräg auf den Schienen laufen, aber in einem wesentlich kleineren Winkel. Durch die Vervielfachung der Radsätze erhöht sich auch die Tragfähigkeit des Fahrzeugs. Außerdem verbessern Drehgestelle den Fahrkomfort, da Stöße vom Gleis nur zur Hälfte an den Wagenkasten weitergegeben werden, da immer nur ein Radsatz eines Drehgestells einen Stoß erhält.
Drehgestelle gibt es in verschiedenen Ausführungen. Neben der Anzahl der Radsätze wird auch zwischen Drehgestellen für Lokomotiven, Güter- und Reisezugwagen unterschieden, die unterschiedliche Anforderungen an die Konstruktion hinsichtlich Tragkraft, Fahrgeschwindigkeit und Komfort stellen.

## Vorteile
Drehgestellfahrzeuge weisen im Vergleich zu zweiachsigen Fahrzeugen in der Regel eine höhere Tragfähigkeit auf.
Gegenüber drei- oder mehrachsigen Fahrzeugen (meistens mit sogenannten freien Lenkachsen) haben Drehgestellfahrzeuge folgende Vorteile:
- besseren Laufverhalten in Bögen
- Reduzierung der vertikalen und horizontalen Störungen durch das Gleis
- Möglichkeit des Einbaus einer mehrstufigen Federung
- Eignung für Fahrzeuge mit hohen Geschwindigkeiten und hohem Fahrkomfort
- Höhere Entgleisungssicherheit
- Geringerer Spurkranzverschleiß aufgrund des kleineren Anlaufwinkel und der geringeren Richtkräfte

## Aufbau

### Übersicht
Ein Drehgestell besteht aus einem Drehgestellrahmen, der auf den Radsätzen elastisch und gedämpft abgestützt ist. Auf dem Rahmen stützt sich – meistens auch elastisch und gedämpft – der Wagenkasten anteilig ab. Bei angetriebenen Drehgestellen (Triebdrehgestellen) trägt der Rahmen meist auch den oder mehrere Fahrmotoren und die nachgeschalteten Getriebe.
| Aufbau eines älteren Reisezugwagen-Drehgestells |
| Teile eines älteren Reisezugwagen-Drehgestells: 1: Bremsklotzträger mit Bremsklotz • 2: Primärfeder • 3: Seitliche Abstützung für den Wagenkasten • 4: Drehpfanne 5: Rahmen • 6: Radsatzlager • 7: Sekundärfeder • 8: Sekundärdämpfer • 9: Rahmen-Boden • 10: Wiege |

### Rahmen
Der Drehgestellrahmen (oder kurz Rahmen) trägt in der Regel alle anderen Hauptkomponenten eines Drehgestells. Infolgedessen ist er einer Beanspruchung durch Kräfte aus allen drei Raumrichtungen ausgesetzt. Neben der Nutzlast wirken auf den Drehgestellrahmen auch beispielsweise horizontale Führungskräfte quer zur Fahrtrichtung sowie Zug- und Bremskräfte in Fahrtrichtung.:500–502 Für die Auslegung des Drehgestellrahmens hinsichtlich seiner Festigkeit sind heute verschiedene Lastfälle normativ definiert.
Im Laufe der Zeit wurden zahlreiche Bauweisen von Drehgestellrahmen entwickelt und eingesetzt. In der Regel bestehen sie aus zwei über den Radsatzlagern verlaufenden Langträgern und einem oder mehreren Querträgern. Die mittigen Querträger fungieren als Trägerelemente für die Wagenkastenanlenkung und Wagenkastenabstützung sowie für die Motoraufhängung bei Triebdrehgestellen. Drehgestellrahmen mit Querträgern an den Enden der Langträger (sogenannte Kopfquerträger oder Kopfträger) werden als geschlossene Drehgestellrahmen oder O-Rahmen, Drehgestellrahmen ohne Kopfquerträger als offene Drehgestellrahmen oder H-Rahmen bezeichnet. Der Einsatz geschlossener Drehgestellrahmen bieten den Vorteil, dass an den Kopfquerträgern weitere Drehgestellkomponenten wie beispielsweise Teile der Bremsausrüstung, Antennen für Zugbeeinflussungssysteme, Zug-/Druckstangen oder in der Vergangenheit die Zug- und Stoßeinrichtung, angebracht werden können. Der Vorteil offener Drehgestellrahmen besteht in der leichteren Verwindbarkeit der Langträger gegeneinander sowie im Allgemeinen einer geringeren Eigenmasse. Geschlossene Drehgestellrahmen werden häufig bei Drehgestellen von Lokomotiven und Steuerwagen eingesetzt, während offene Drehgestellrahmen bei Triebwagen und Reisezugwagen zum Einsatz kommen. Weiterhin wird zwischen Außenrahmen mit außerhalb der Räder liegenden Radsatzlagern und Innenrahmen mit innerhalb der Räder liegenden Radsatzlagern unterschieden.

Rahmen-Bauform
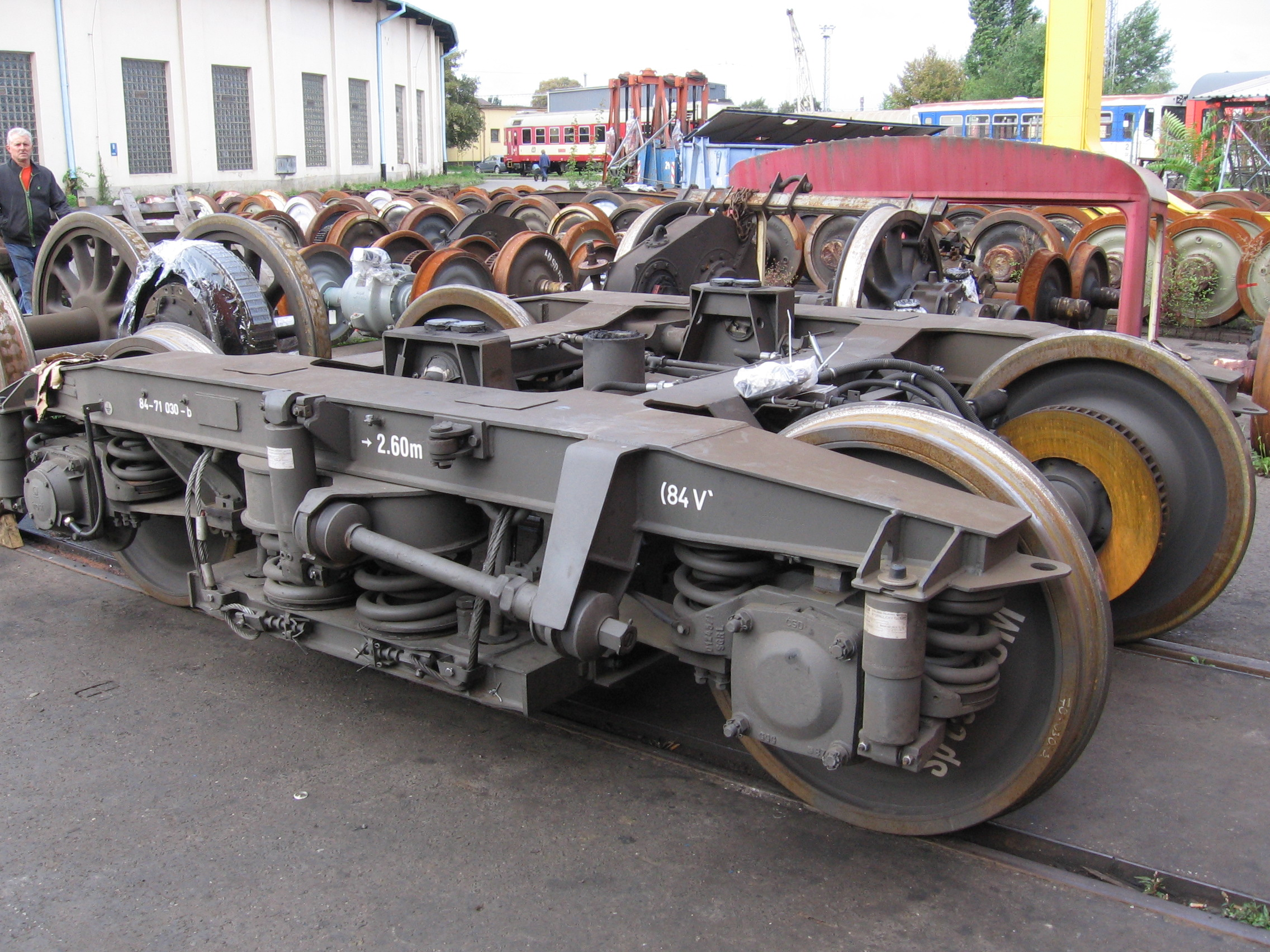
H-Rahmen
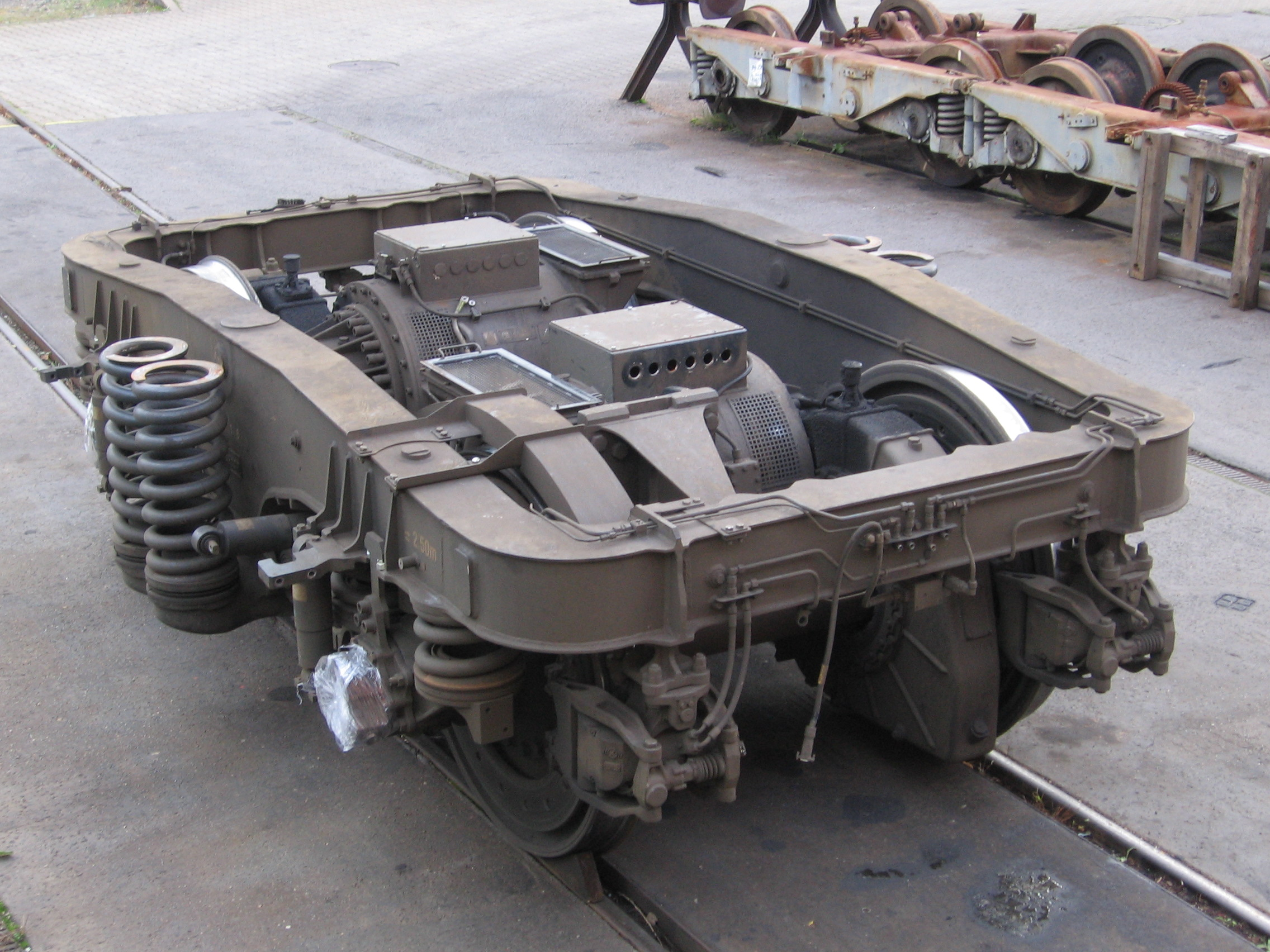
O-Rahmen mit Kopfquerträgern

Der Drehgestellrahmen ist heute meist eine geschweißte Stahlkonstruktion, zum Teil enthält er auch Gussteile oder ist als Ganzes gegossen. Die Träger werden als geschlossene Hohlkasten, I-Profil oder auch als Rohr ausgeführt. Früher wurden auch genietete Rahmen verwendet. Selten wurden die Drehgestellrahmen als Blechrahmen ausgeführt, welche hauptsächlich aus zwei hohen Rahmenwangen sowie mehreren Querträgern bestanden und neben den Radsätzen die Zug- und Stoßeinrichtung sowie die Vorbauten des Fahrzeugs tragen konnten, so beispielsweise bei der DR-Baureihe E 94.

Rahmen-Fertigungsverfahren
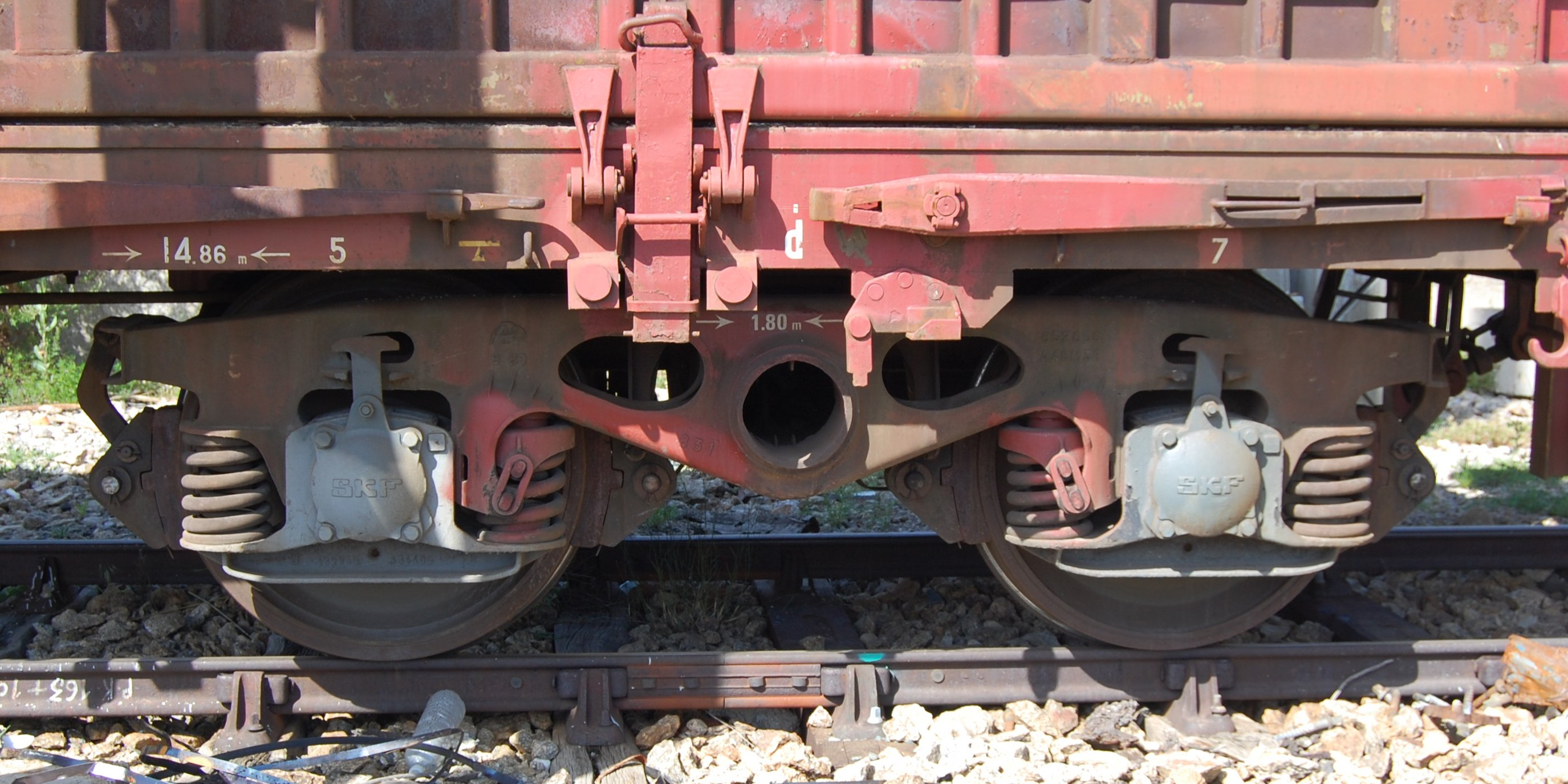
Gegossener Rahmen
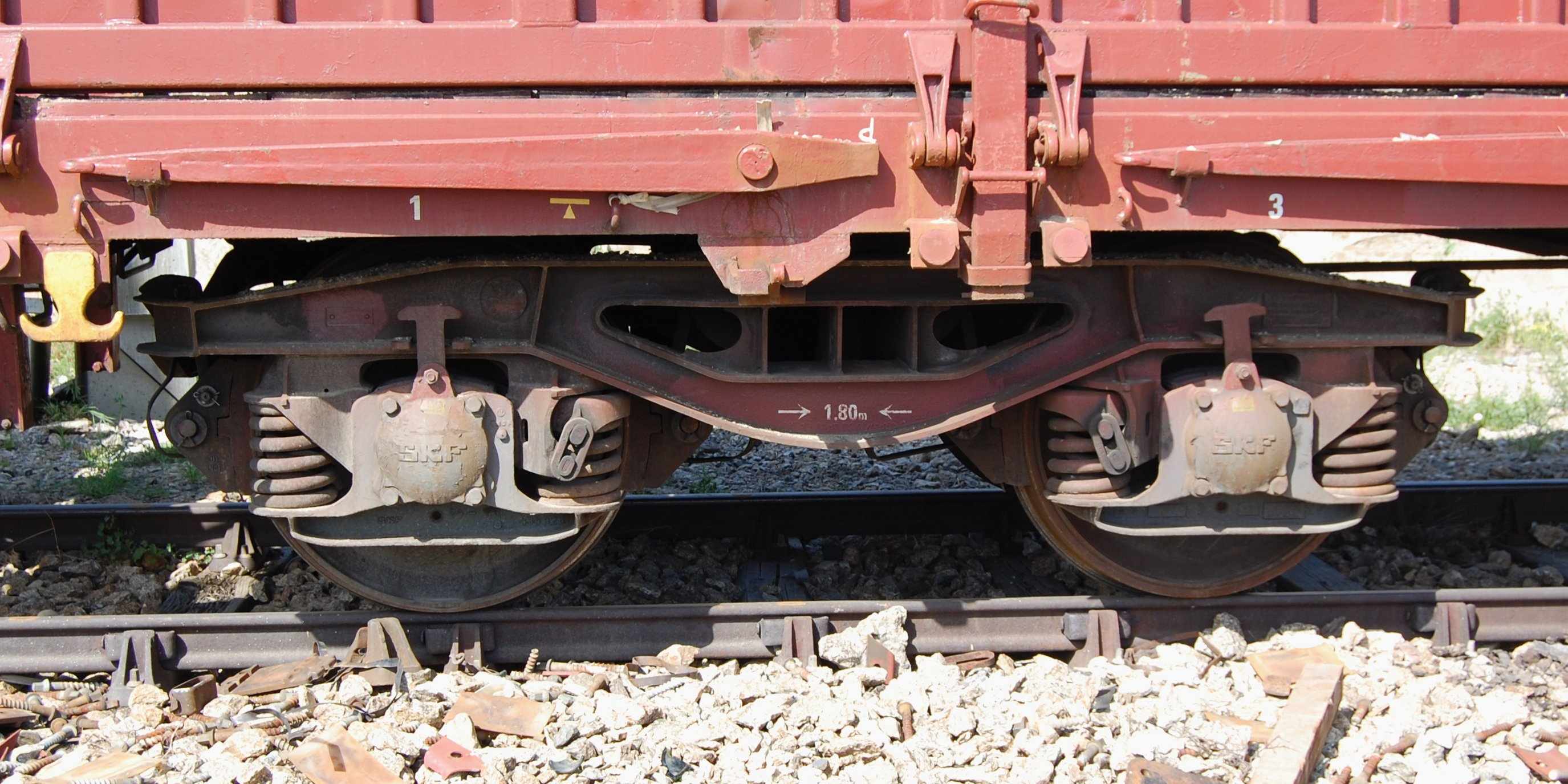
Geschweißter Rahmen
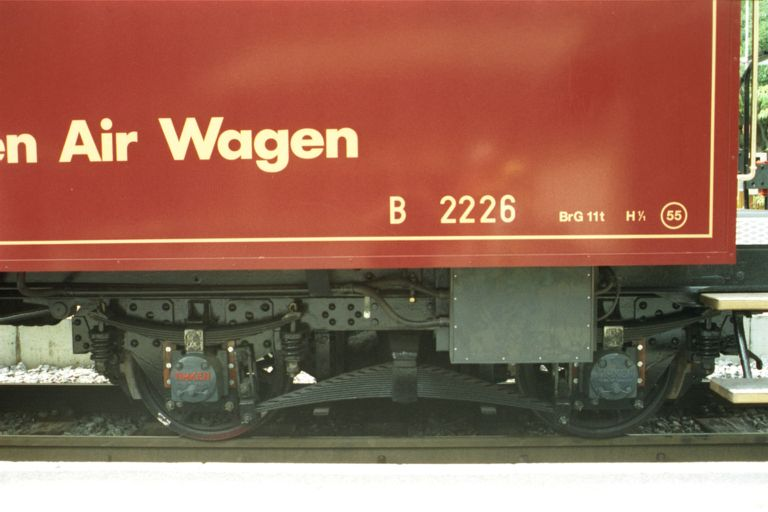
Genieteter Rahmen

Am Drehgestell befinden sich in der Regel geeignete Anhebepunkte, mit denen ein entgleistes Drehgestell wieder aufgegleist werden kann.

### Radsatzlager
Die Radsatzlager dienen der Dreh-Lagerung des Radsatzes. Sie sind über die Radsatzlagergehäuse, die Radsatzlagerführung (vertikal), die Primärfedern und ggf. Schwingungsdämpfer mit dem Drehgestellrahmen verbunden.
Sie befinden sich meist außerhalb der Radscheiben (sogenanntes außengelagertes Drehgestell), wo sie für die Wartung leicht zugänglich sind, seltener zwischen den Radscheiben (sogenanntes innengelagertes Drehgestell). Letzteres war insbesondere bei Laufdrehgestelle älterer Lokomotiven üblich, um den Raum außerhalb der Radscheiben für den Stangenantrieb nutzen zu können. Auch bei Straßenbahnwagen mit begrenzter Wagenbreite (aber relativ großer Spurweite) sind sie weit verbreitet.
Die meisten europäischen Güterwagendrehgestelle haben einen Abstand zwischen zwei Radsätzen (kurz Radsatzabstand) zwischen 1,8 und 2,3 Metern. Drehgestelle für schnellfahrende Fahrzeuge haben Radsatzabstände von bis zu 3 Metern, um eine größere Laufruhe zu erreichen.

Anordnung der Radsatzlager
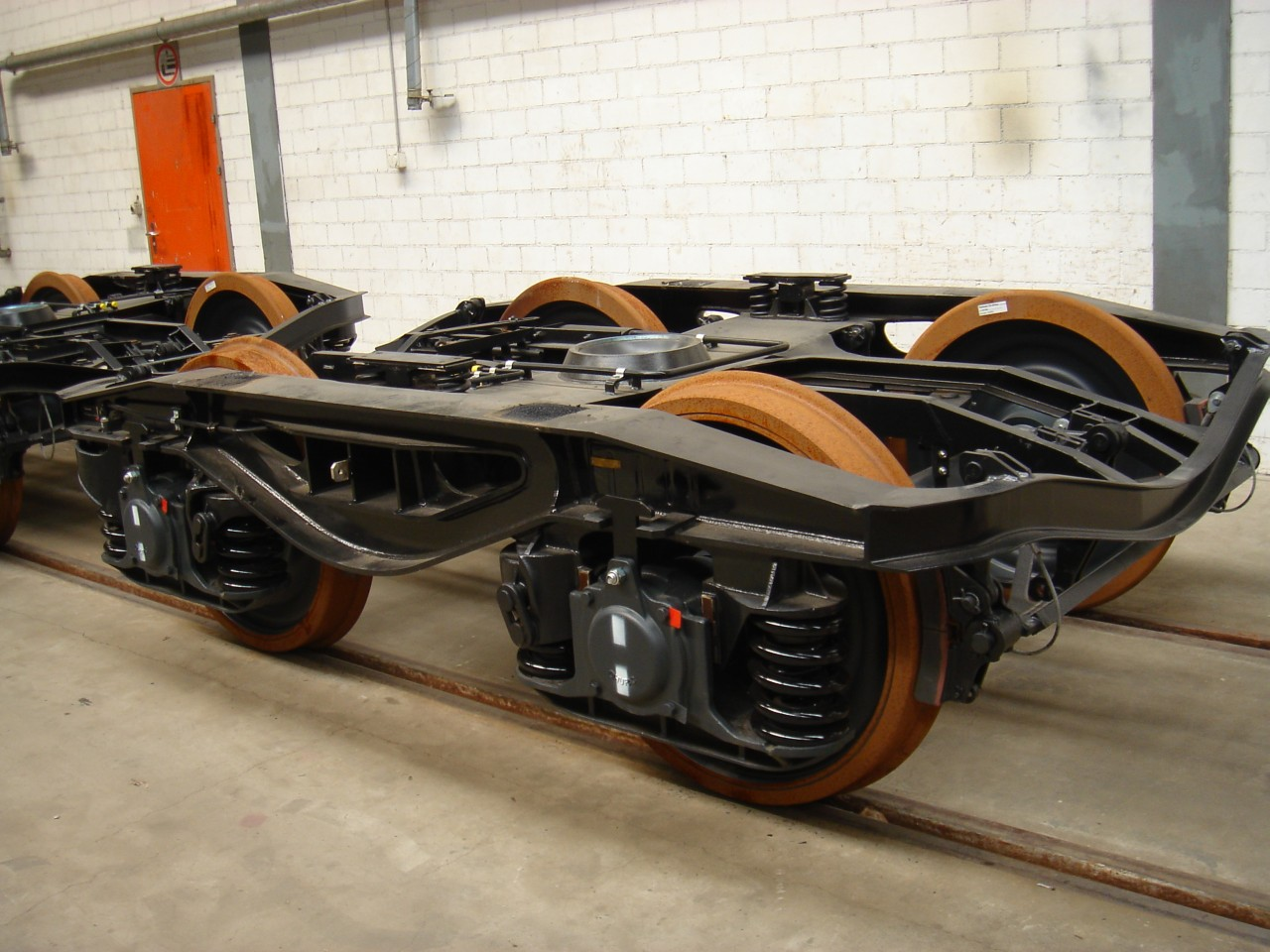
Breites Drehgestell mit Radsatzlagern außerhalb der Radscheiben
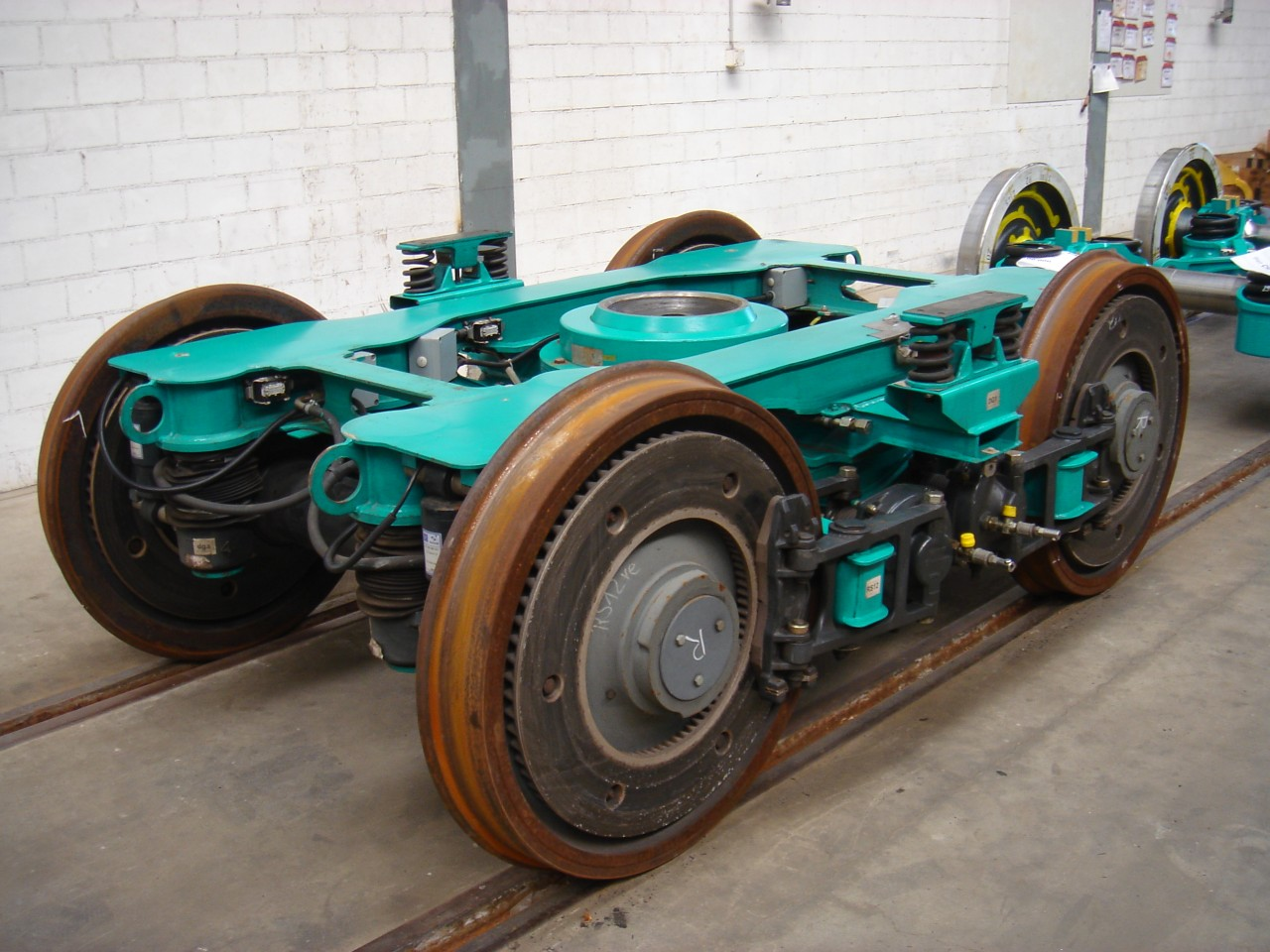
Schmales Drehgestell mit Radsatzlagern innerhalb der Radscheiben

### Federung

Drehgestell mit Primärfederung (zwischen Radsätzen und Drehgestell-Rahmen) und Sekundärfederung (zwischen Rahmen und Wiege)

Zur Verbesserung des Fahrkomforts gegenüber vom Gleis ausgehenden Stößen, und um Verwindungen des Gleises infolge Verwerfungen im Gleisbett befahren zu können, sind die Fahrzeuge gefedert, wobei sowohl die Radsätze gegenüber dem Drehgestellrahmen (Primärfederung) als auch der Drehgestellrahmen gegenüber dem Wagenkasten (Sekundärfederung) gefedert sein können. Bei Güterwagendrehgestellen ist in der Regel nur eine der genannten Federungen, bei Reisezugwagen- und Lokomotivdrehgestellen sind in der Regel beide Federstufen in Reihenschaltung vorhanden.

#### Primärfederung
Der Drehgestellrahmen stützt sich über die Primärfedern auf die Radsatzlagergehäuse ab. Früher wurden Blattfedern, heute meist Schraubendruckfedern oder Gummischicht-Federn verwendet.
Die Radsatzlagergehäuse werden entweder in Gabeln (Radsatzhalter, gleitend), mittels Lenkern (Radsatzlenker oder in einem Dreh-Gelenkviereck) am Rahmen vertikal geführt.
Lenker werden insbesondere bei Triebfahrzeugen und in Lemniskatenlenker-Anordnungen angewendet. Anstatt der in einem Radsatzhalter über einen langen Weg gleitenden Führungen mit Reibungsverschleiß werden auch reibungsfreie (nur innere Reibung) Blattfedergeradführungen angewendet.

Primärfederung
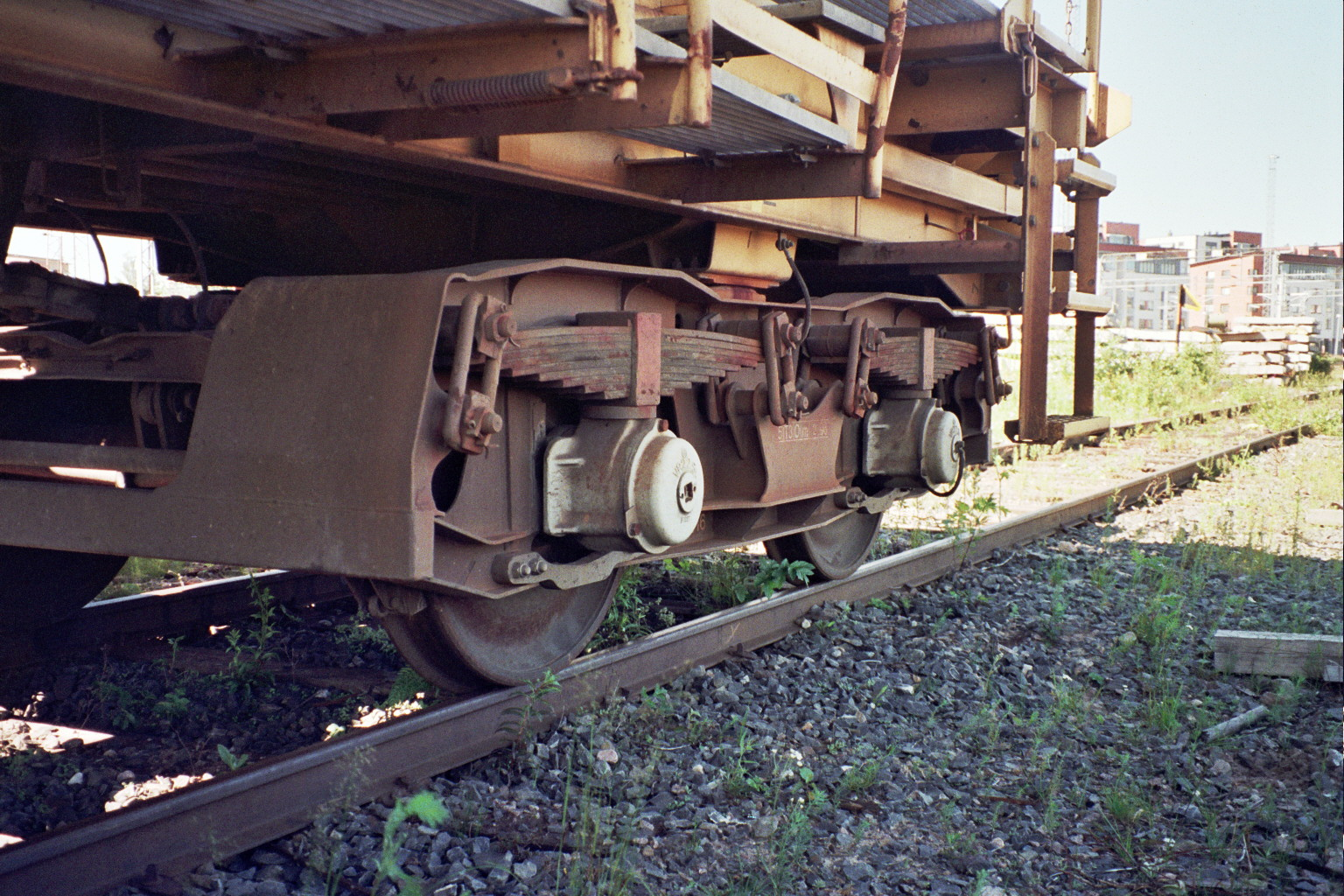
Eine geschichtete Blattfeder pro Radsatzlager, gleitende Führung in Radsatzhalter (Güterwagendrehgestell)
Zwei Schraubenfedern pro Radsatzlager, gleitende Führung in einem Radsatzhalter (animiert)
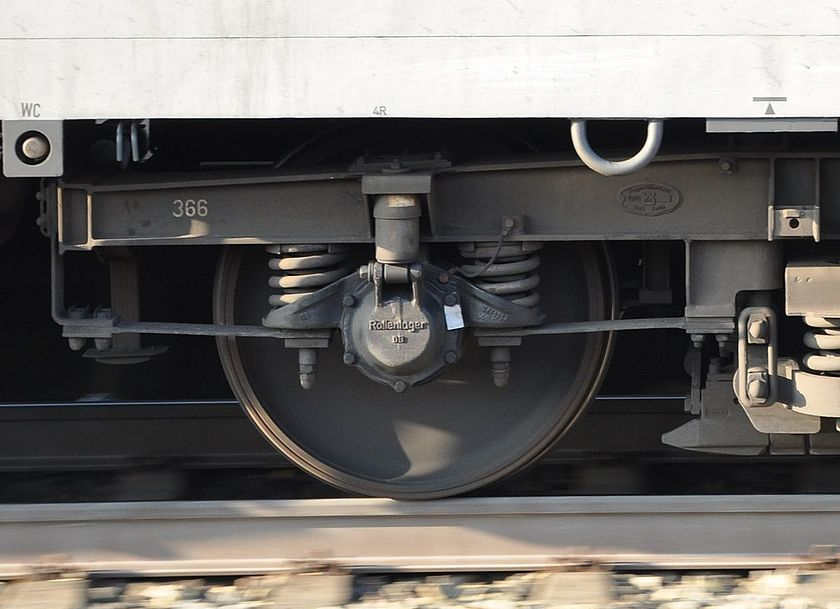
Zwei Schraubenfedern pro Radsatzlager, Führung mit Federgelenk aus zwei GfK-Blattfedern (Minden-Deutz-366)
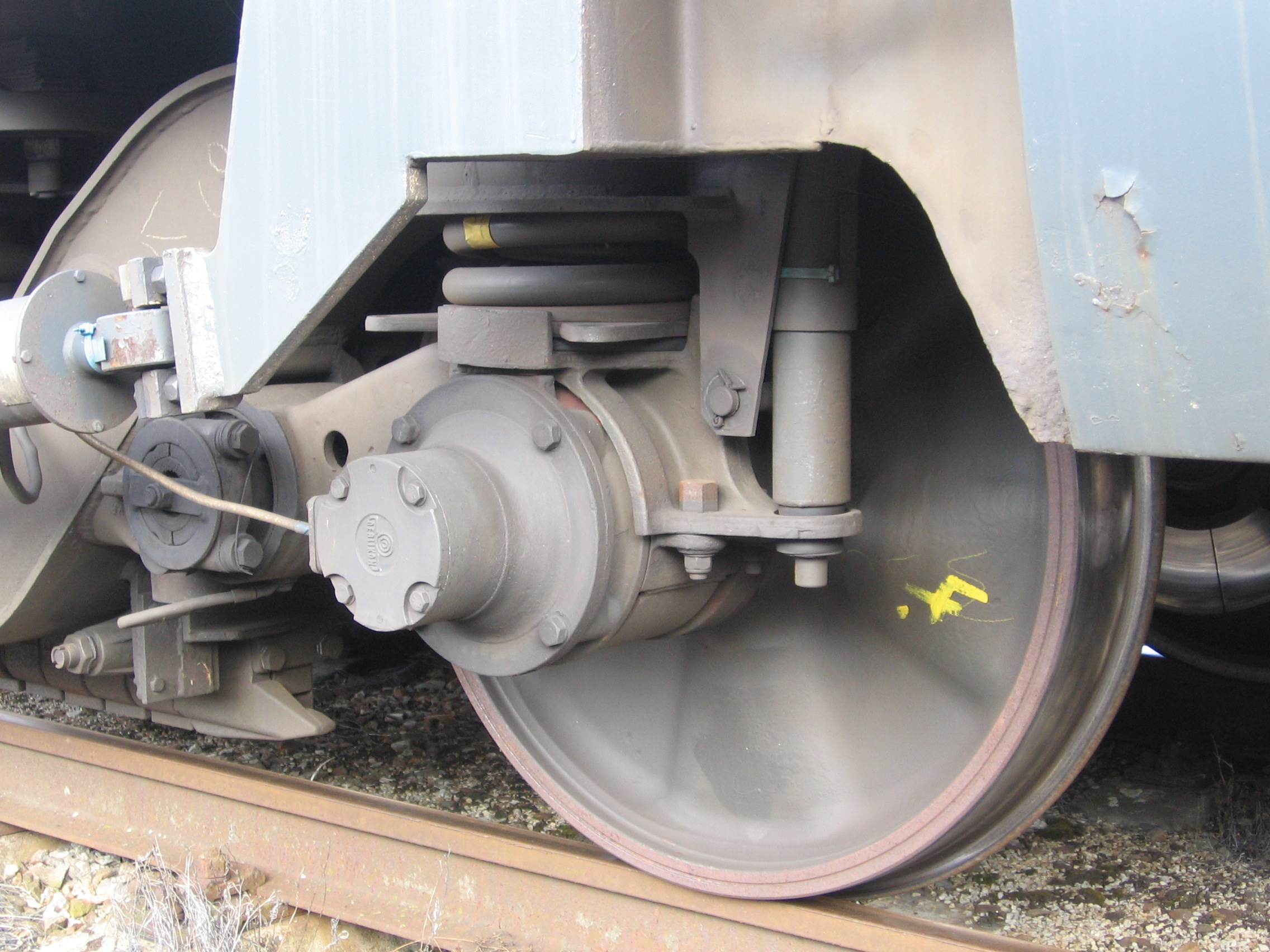
Eine Schraubenfeder pro Radsatzlager, Führung mit (Zweipunkt-)Lenker (rechts: Schwingungsdämpfer)
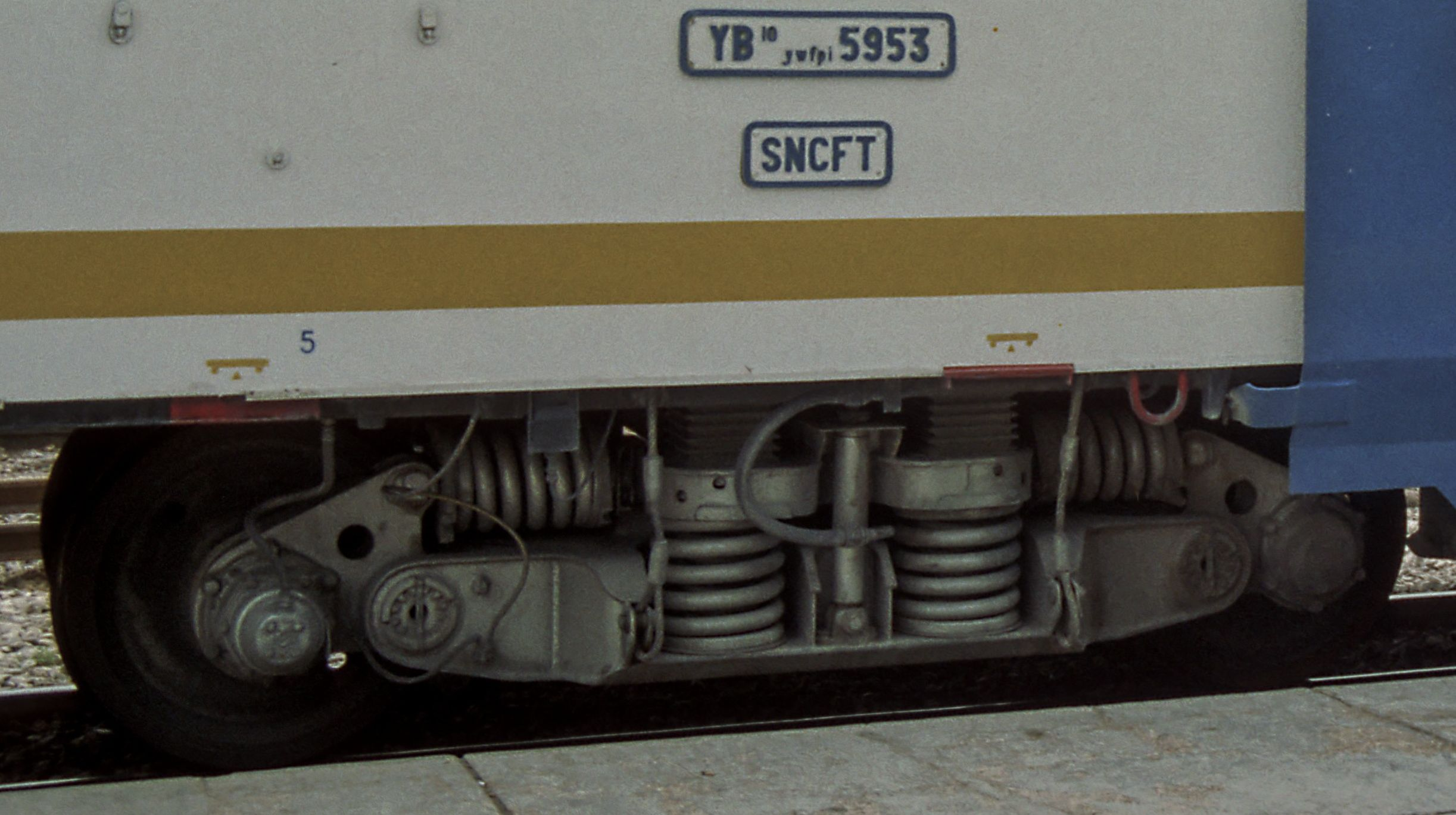
Eine horizontale Schraubenfeder pro Radsatzlager, Führung mit Dreipunkt-Lenker (Ganz-Achslenkerdrehgestell)
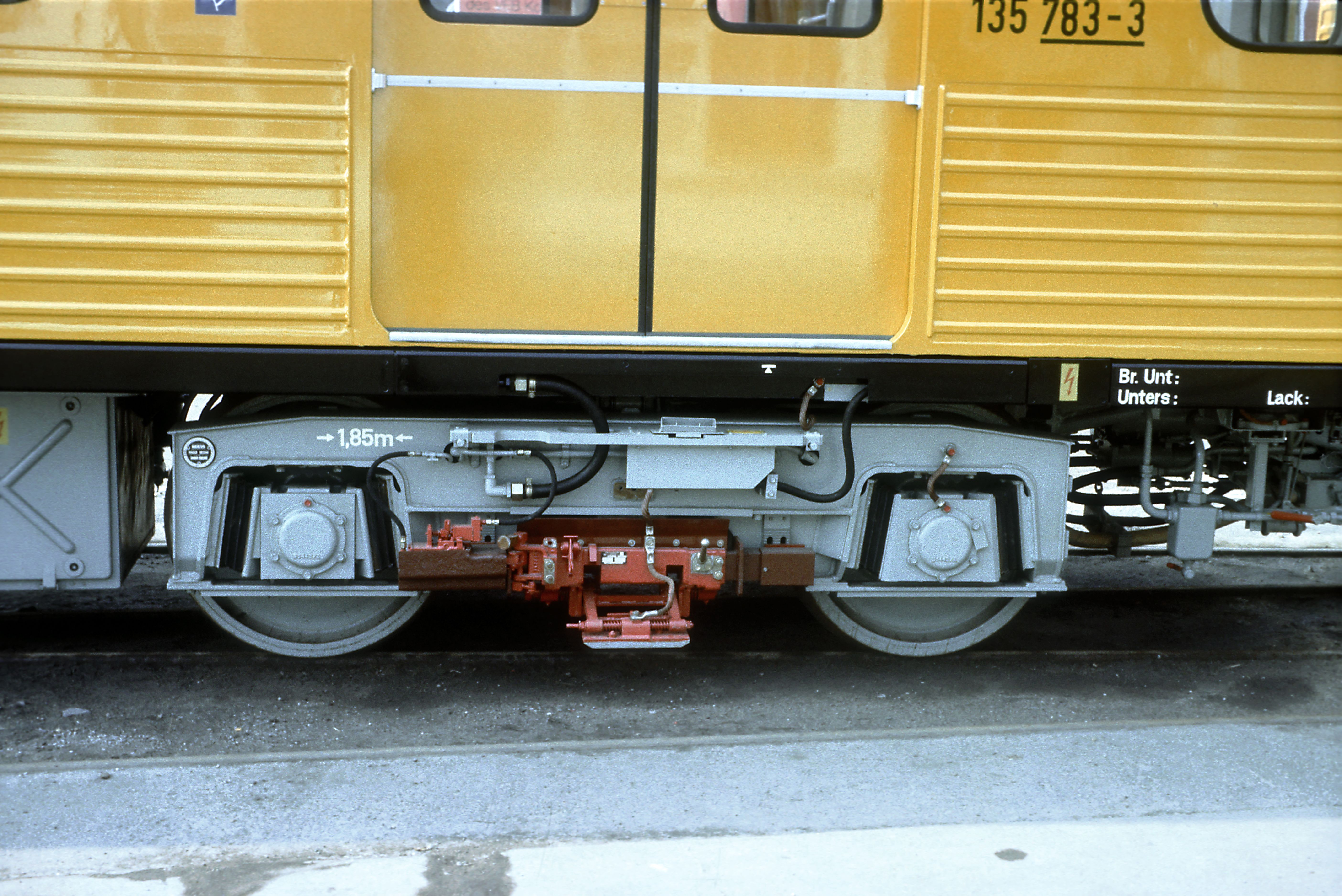
Eine Gummischicht-Feder[5] pro Radsatzlager, Führung durch Gummischicht-Feder (U-Bahn-Wagen, Reihe GI)

#### Sekundärfederung
In älteren Reisezugwagen stützte sich der Wagenkasten zuerst auf einem Querbalken (die sogenannte Wiege) und dann erst der Querbalken über Federn auf dem Drehgestell ab. Die Wiege zählte zu den gefederten Massen (gegenüber dem ebenfalls gefederten Wagenkasten vertikal unbeweglich), und die Dreh-Lagerung zwischen Wagenkasten und Drehgestell konnte konventionell, d. h. wie üblich mit einer axialen Lagerung ergänzt werden.
Für die Sekundärfederung wurden früher meist Blattfedern verwendet. Heute wird die Sekundärfederung bei Reisezugwagen in der Regel mit Schraubenfedern (gleich wie die Primärfederung) oder mit Luftfedern ausgeführt, bei Lokomotivdrehgestellen ausschließlich mit Schraubenfedern. Güterwagendrehgestelle haben in Europa in der Regel keine Sekundärfederung.
Bei modernen Reisezugwagen wird die Wiege (400 bis 700 kg Masse) weggelassen und die sogenannte Flexicoil-Federung als Sekundärfederung angewendet. Die vertikal belasteten und vertikal nachgebenden Schraubenfedern stellen sich bei der Auslenkung des Drehgestells zusätzlich S-förmig oder schräg ein. Gelegentlich innen angebrachte Stützen (je eine halblange, oben und unten an den Gegenstücken der Feder fixiert) verhindern, dass die Federn bei vertikaler Belastung in Schräglage ausknicken. Die Federn machen die geringe Drehung (Größenordnung 5°) des Drehgestells mit, sodass auf die Zwischenschaltung einer Wiege verzichtet werden kann.
Die teureren Luftfedern lassen sich radial ebenfalls zusätzlich elastisch verformen und werden insbesondere bei komfortablen Reisezugwagen anstatt der preiswerteren Flexicoil-Schraubenfedern eingesetzt.

Sekundärfederung
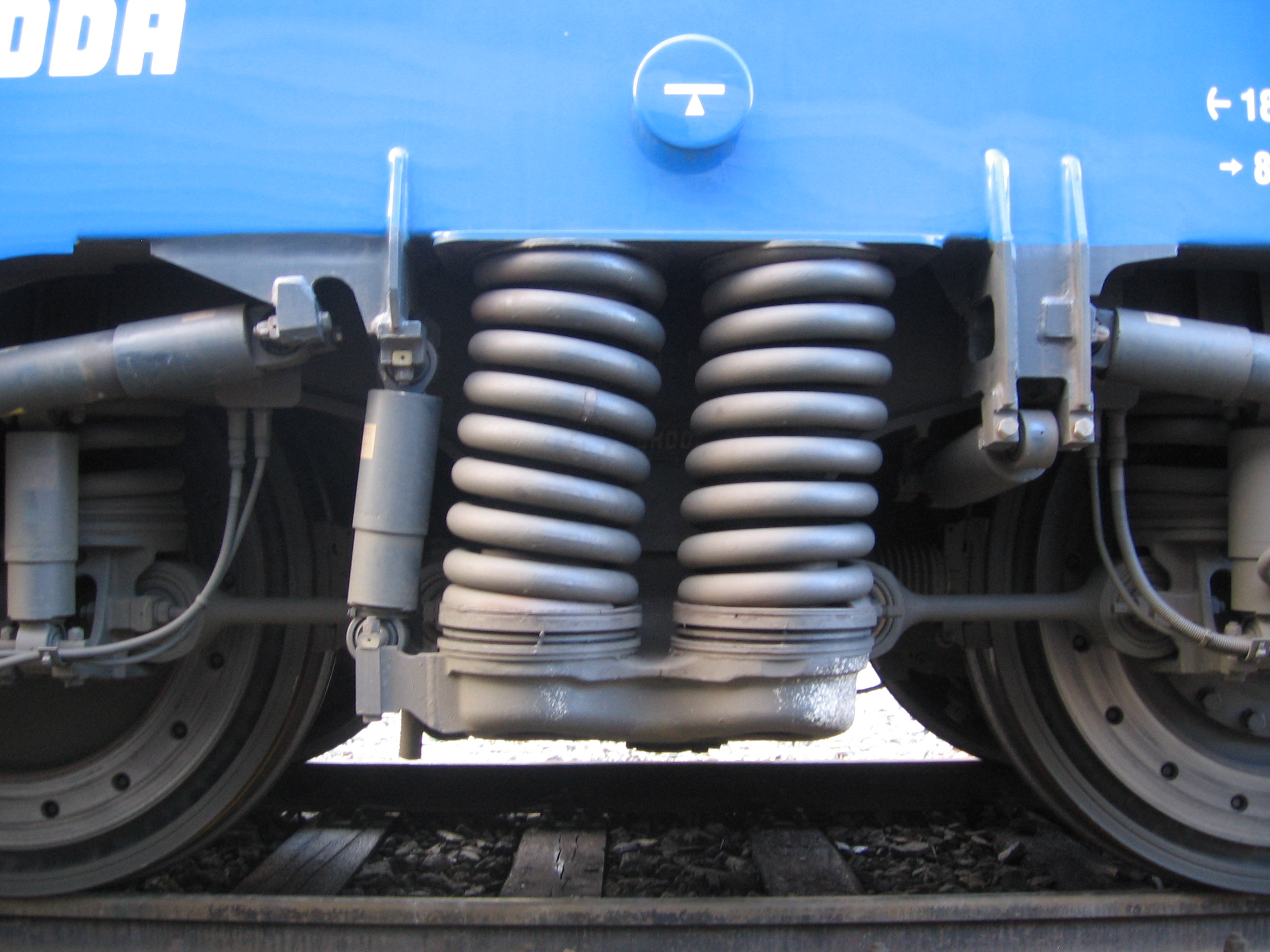
S-förmig verformte Flexicoil-Federn, unten auf ausgedrehtem Drehgestellrahmen stehend
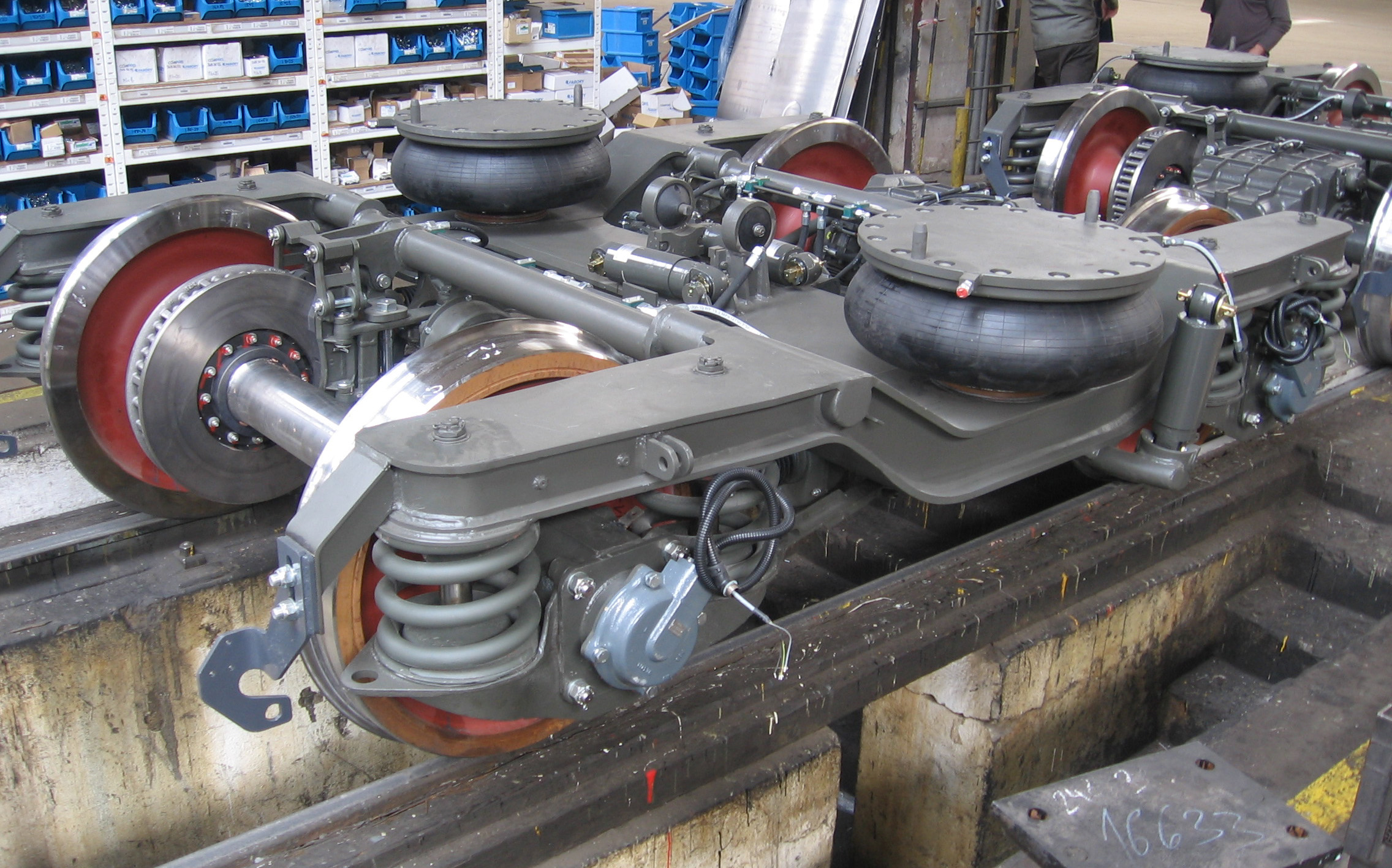
Zwei Luftfedern auf Drehgestellrahmen zur Sekundärfederung gegen den auslenkbaren Wagenkasten

Wiege-Beispiele
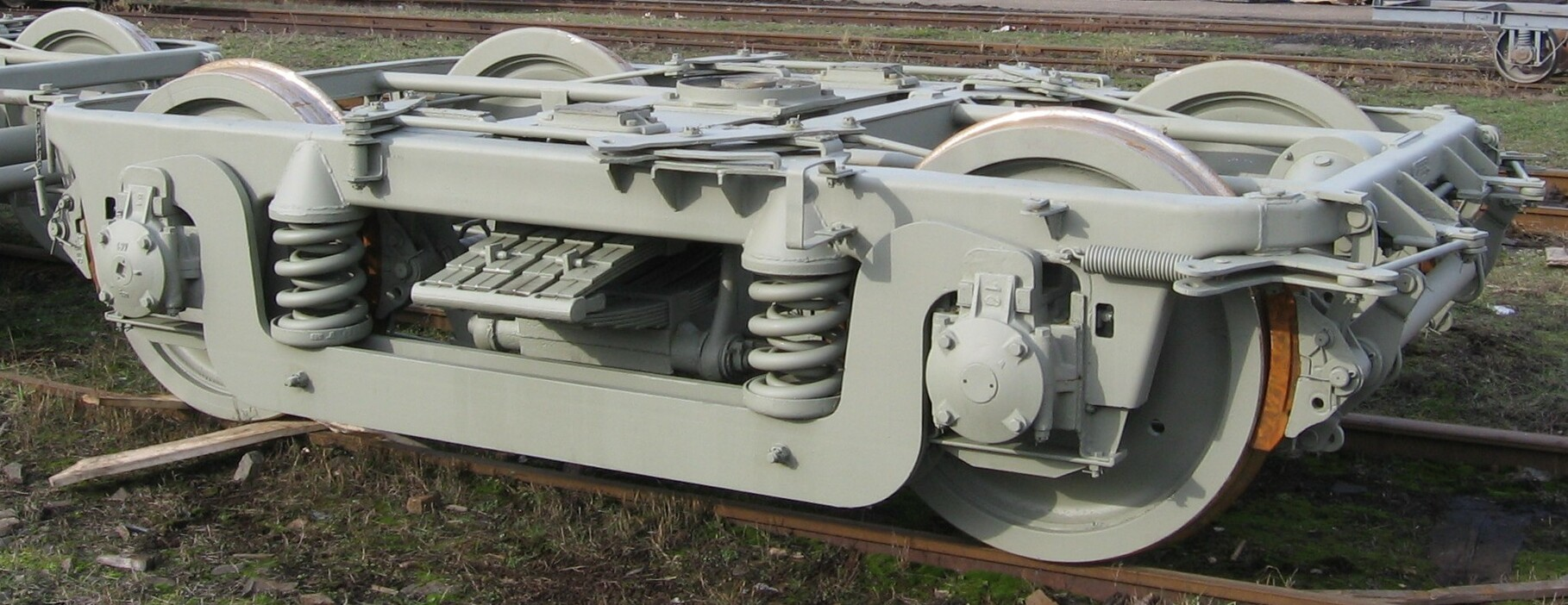
Schwanenhalsdrehgestell mit Wiege, die sich auf quer-pendelndem Drehgestellboden über Blattfedern (Sekundärfedern) abstützt
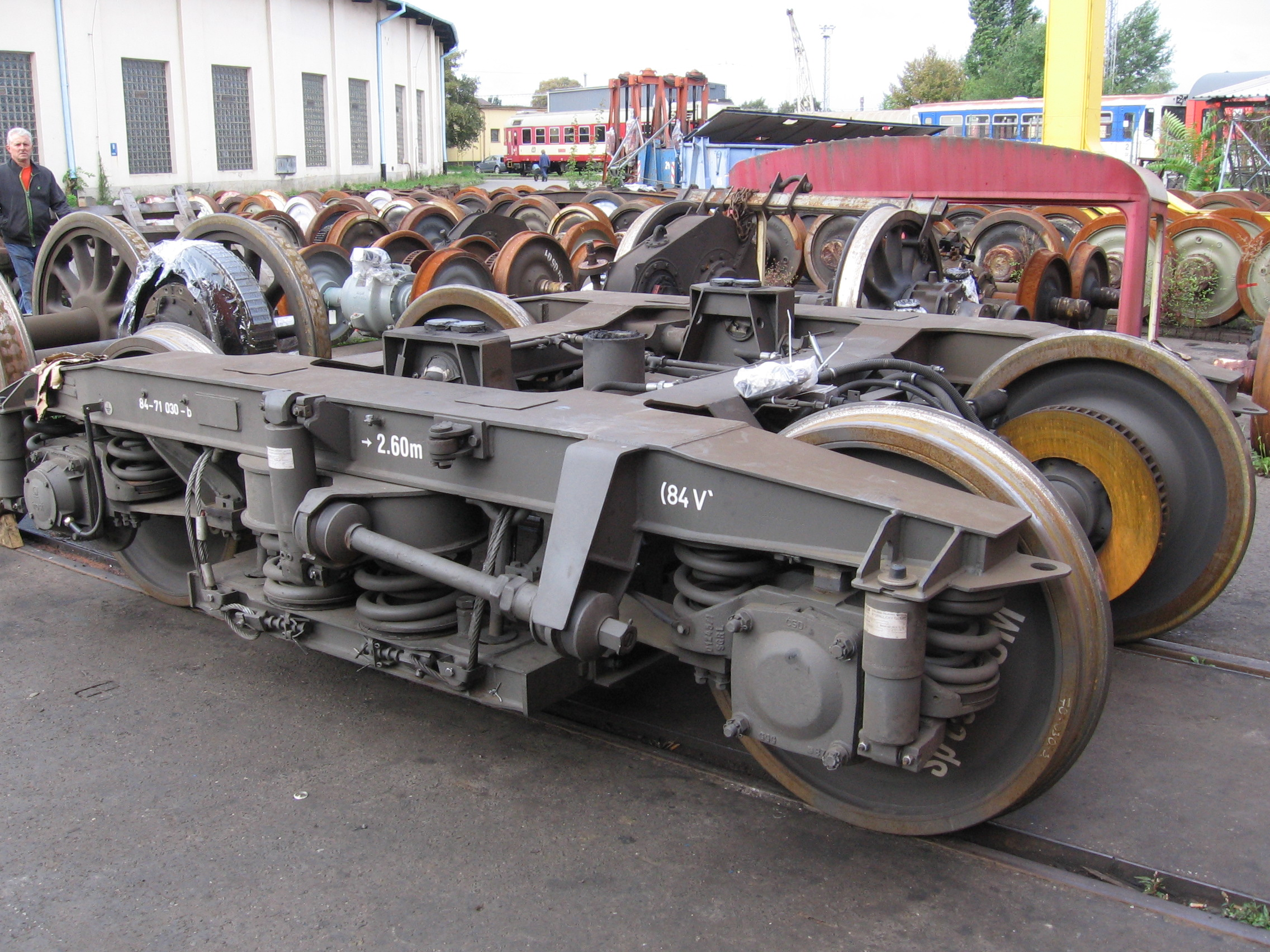
Drehgestell Typ GP200 mit Wiege, die sich auf pendelndem Drehgestellboden über zwei Schraubenfedern pro Seite abstützt; Längspendeln mit Längslenkern unterbunden.

### Verbindung zwischen Wagenkasten und Drehgestell
Damit das Drehgestellfahrzeug Gleisbögen befahren kann, müssen sich die Drehgestelle gegenüber dem Wagenkasten ausdrehen können, d. h. es muss um die vertikale Achse (»Gierachse«) drehbar ausgeführt sein. Zusätzlich muss es auch um die Fahrzeugquer- und -längsachse beweglich ausgeführt sein, um Änderungen in der Gleistrassierung (z. B. Steigungswechsel oder Gleisüberhöhung) sowie Gleisunebenheiten ausgleichen zu können. Zur Reduzierung der Querkräfte wird die Verbindung heute in der Regel querbeweglich gegenüber dem Wagenkasten ausgeführt. Rückstellvorrichtungen und Drehhemmungen dienen dem ruhigen Lauf des Fahrzeugs.
In der eisenbahntechnischen Praxis wird die Verbindung zwischen Drehgestell und Wagenkasten entsprechend der übertragenen Kraftkomponenten wie folgt getrennt behandelt:
- Wagenkastenanlenkung
- Wagenkastenabstützung

Konstruktiv kann die Wagenkastenanlenkung mit der Wagenkastenabstützung auch eine Einheit bilden. Bei Triebfahrzeugen ist heute aber die konstruktive Trennung von Wagenkastenabstützung und Wagenkastenanlenkung üblich.

#### Wagenkastenanlenkung
Als Wagenkastenanlenkung wird die Übertragung der horizontalen Kräfte (radiale Lagerkräfte) zwischen Drehgestell und Wagenkasten und die dafür verwendeten Mittel bezeichnet.

#### Wagenkastenabstützung
Als Wagenkastenabstützung wird die Übertragung der Gewichtskraft (axiale Lagerkraft) des Wagenkastens in einem oder mehreren Punkten und die dafür verwendeten Mittel bezeichnet. Gemäß der Anzahl der Abstützpunkte unterscheidet man zwischen:
- Einpunktabstützung
- Zweipunktabstützung
- Dreipunkt- und Vierpunktabstützung (auch Basisabstützung)

#### Beispiele
Für die drehbare Verbindung zwischen Drehgestell und Wagenkasten wurden zahlreiche verschiedene Lösungen entwickelt, Beispiele hierfür sind:
| Art der Abstützung und Anlenkung                                               | Beschreibung | Beispiel |
| ------------------------------------------------------------------------------ | --- | --- |
| Abstützung und Anlenkung über Kugeldrehpfanne, seitliche Gleitstücke mit Spiel | Diese Drehgestelle haben keine Sekundärfederung und keine Wiege. Die Anlenkung und Abstützung erfolgen gemeinsam in einem Kugelgelenk, dessen auf dem Drehgestell-Mittelquerträger befindliche Kugelpfanne (sogenannte untere Drehpfanne) eine nicht ganz halbkugelförmige Aufnahmefläche hat. Ein vertikal mittig durch die untere und durch die obere (am Wagenkasten befestigtes Teil einer Vollkugel) Drehpfanne führender Bolzen (sogenannter Drehpfannenbolzen) hält diese zusammen und sichert den Wagenkasten gegen Abheben vom Drehgestell. Das Kugelgelenk ermöglicht die Drehung zwischen Drehgestell und Wagenkasten um alle Raumachsen. Außen am Drehgestellrahmen feste Gleitstücke mit vertikalem Spiel begrenzen als Anschläge die Drehbewegung um die Längsachse (das sogenannte Wanken) des Wagenkastens. Eine Sekundärfederung ist nicht vorhanden. Diese einfache Lösung wurde vor allem bei Güterwagen-Drehgestellen angewandt. | Güterwagen-Drehgestelle der Bauart Niesky und Diamond |
| Abstützung und Anlenkung über Kugeldrehpfanne, seitliche Gleitstücke gefedert  | Wie oben, mit dem Unterschied, dass die seitlichen Gleitstücke elastisch federnd am Wagenkasten anliegen. Das Wanken des Wagenkastens wird durch die Rückstellkräfte der Federn bereits stetig stärker behindert, bevor es durch die Anschläge allfällig ganz unterbunden wird. Die federnd vorgespannten Gleitstücke wirken auch als Reibungsbremsen gegen das Ausdrehen des Drehgestells, wodurch die Laufruhe verbessert wird. | Drehgestell Y 25 |
| Abstützung und Anlenkung über Flachdrehpfanne, seitliche Gleitstücke mit Spiel | Diese Drehgestelle sind mit einer Wiege und mit Sekundärfedern versehen. Anlenkung und Abstützung erfolgen gemeinsam in einer flachen, unteren Drehpfanne (sogenannte Flachdrehpfanne) auf der Wiege. Verbindung zwischen unterer und oberer Drehpfanne mittels Drehpfannenbolzen (s. links stehende Abbildung). Bei dieser Lösung ist eine weiche Sekundärfederung zwischen Wiege und Drehgestellrahmen erforderlich, um ein Verkanten innerhalb der Drehpfanne zu vermeiden. Diese Lösung wird überwiegend bei Drehgestellen für Reisezugwagen eingesetzt. | Reisezugwagen-Drehgestelle der Bauarten Görlitz III, Görlitz V, Minden-Deutz 32, Minden-Deutz 420 |
| Seitliche Abstützung, Anlenkung über Drehzapfen                                | Diese Drehgestelle sind mit einer Wiege und mit Sekundärfedern versehen. Die Anlenkung erfolgt mittels eines am Wagenkasten befestigtem Drehzapfens, der in eine Hülse (Lagerschale) am Drehgestellrahmen eintaucht. Der Wagenkasten stützt sich über seitliche Gleitstücke auf der Wiege ab. Das Wanken des Wagenkastens wird von der Wiege mitgemacht. Es wird von zu den Sekundärfedern parallelen Schwingungsdämpfern gemindert. Eingesetzt wird diese Lösung vor allem bei Drehgestellen für Reisezugwagen. | Reisezugwagen-Drehgestelle der Bauarten: Görlitz VI, KVZ-CNII, Minden-Deutz 52, Drehgestell GP200 |
| Seitliche und mittige Abstützung, Anlenkung über Drehzapfen                    | Diese Drehgestelle stützen sich über seitliche, zwischen Drehgestellrahmen und Wagenkasten angebrachte Sekundärfedern und über eine vertikal wirkende Drehzapfenfederung ab. Die Anlenkung erfolgt über den Drehzapfen. Dieser nimmt somit sowohl horizontale als auch vertikale Kräfte auf. Die seitlichen Stützfedern dienen auch als Drehhemmung. | Drehgestelle der SŽD-Baureihe ТЭП60 |
| Seitliche Abstützung über Federn, Anlenkung über Drehzapfen                    | Diese Drehgestelle stützen sich über seitliche, zwischen Drehgestellrahmen und Wagenkasten angebrachte Sekundärfedern ab. Dabei handelt es sich um eine Flexicoil-Federung. Die Anlenkung erfolgt über einen Drehzapfen, welcher elastisch und/oder mit Spiel in Fahrt- und quer zur Fahrtrichtung gelagert ist. Auch Konstruktionen mit Lemniskatenlenker können zum Einsatz kommen. Die Sekundärfedern wirken sowohl innerhalb des Spiels als Querfedern, als auch als Drehhemmung. | Diese Lösung wird sowohl bei Drehgestellen für Reisezugwagen, wie beispielsweise der Bauart Y 0270 S, oder bei Lokomotiven der DR-Baureihe 110 oder bei der Siemens Vectron. Beispiele mit je einem Bild: S.9 unten, S.4 rechts, S. 47. |
| Seitliche Abstützung über Federn, Anlenkung drehzapfenlos (ideeller Drehpunkt) | Diese Drehgestelle stützen sich über seitliche, zwischen Drehgestellrahmen und Wagenkasten angebrachte Sekundärfedern ab. Dabei handelt es sich um eine Flexicoil-Federung. Die Drehgestellanlenkung erfolgt drehzapfenlos über Zugstangen, Zug-/Druckstangen oder Stahlseile in einer virtuellen Drehachse. Diese Lösung wird sowohl bei Lokomotiven als auch bei Drehgestellen für Reisezugwagen verwendet. | Reisezug-Drehgestelle der Bauarten: Y 32 A (Stahlseilanlenkung) und LD 73 (Zugstangenanlenkung) Ellok-Drehgestelle der DR-Baureihe 211, DR-Baureihe 242, RŽD-Baureihe ЭП20                                                              |

### Schwingungs- und Schlingerdämpfer

#### Schwingungsdämpfer
Schwingungsdämpfer verhindern zu große Amplituden der elastischen Schwingungen der mittels Federn verbundenen Teile im Drehgestell sowie des Drehgestells gegenüber dem Wagenkasten. Angewendet werden Reib- und hydraulische Dämpfung.
Bei Güterwagen wird mit Reibdämpfung gearbeitet. Bei Verwendung von Blattfedern kann auf extra Dämpfer verzichtet werden, da ihre Bewegung durch die Reibung zwischen den Blättern bereits gedämpft ist. Ansonsten werden meistens einfache Reibdämpfer benutzt, und zur Dämpfung der Drehschwingung zwischen Drehgestell und Wagenkasten wird die Reibung zwischen den Stützflächen beider Teile aufeinander ausgenutzt. Für die Schwingungsdämpfung bei Verwendung von Schrauben- oder Luftfedern werden meistens hydraulische Dämpfer gebraucht.

#### Schlingerdämpfer
Bei Fahrzeugen für höhere Geschwindigkeiten muss zusätzlich das Ausdrehen des Drehgestells gegenüber dem Wagenkasten mit Schlingerdämpfern behindert werden, damit der Sinuslauf beibehalten wird. Die Dämpfer sind die gleichen wie hydraulische, nur das Schlingern des Drehgestell ist keine Schwingung im physikalischen Sinn (die Rückstellkraft wächst hier kontinuierlich mit dem Ausschlag). Die Spurkränze schlagen hart an die Schiene und werden von ihr wieder weggestoßen. Der Verschleiß an Spurkränzen und Schienen wächst erheblich und die Sicherheit gegen Entgleisen sinkt. Dieser Vorgang ist prinzipiell gleich wie das wechselnde Wegstoßen der Lappen eines Foliots (Gangregler in der ersten mechanischen Uhr) von den Zähnen des Kronrades. Die Radachsen vollführen einen Zick-Zack-Lauf. Die Schlingerdämpfer müssen wesentlich stärker wirken als die sonstigen Schwingungsdämpfer. Bei Bogenfahrten müssen sie auf ein niedrigeres Niveau umgestellt werden, damit sie das Ausdrehen der Drehgestelle nicht zu stark hemmen.

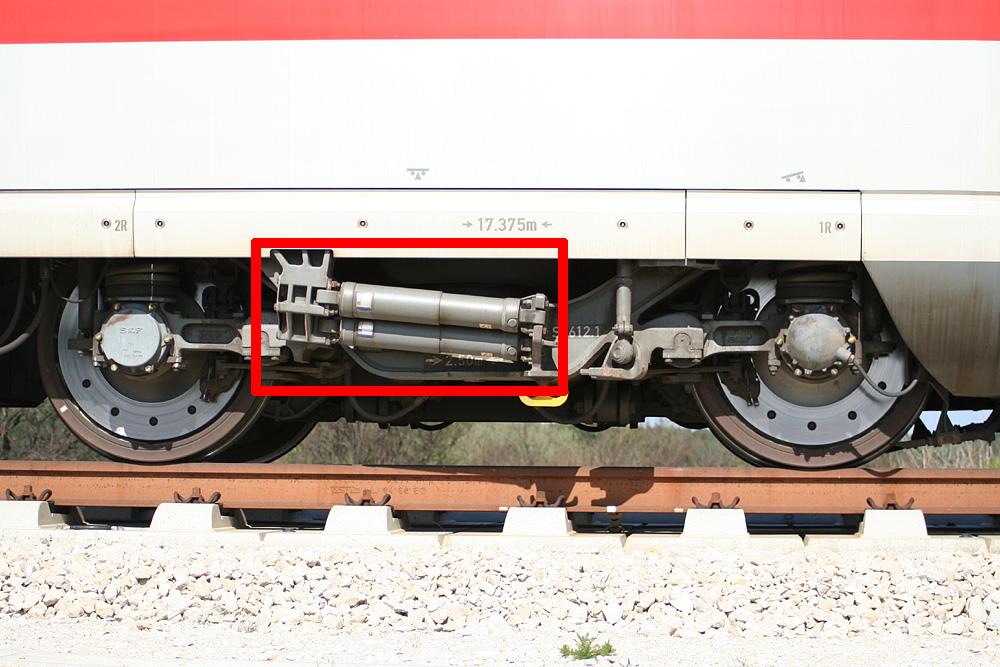
Schlingerdämpfer an einem ICE3-Drehgestell
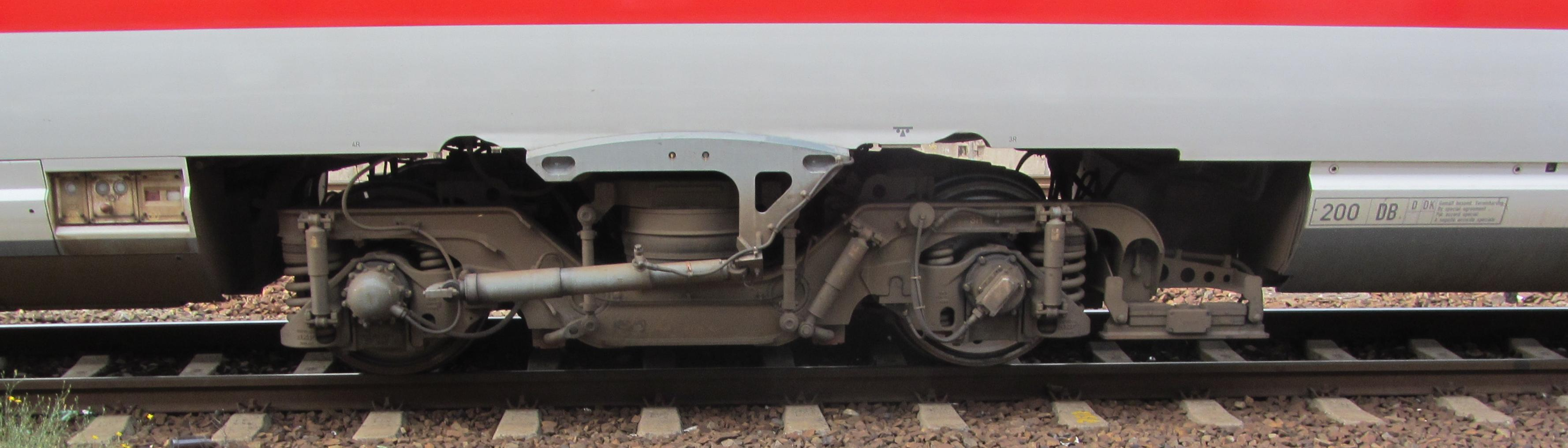
Schlingerdämpfer (in horiz. Lage) und Schwingungsdämpfer (bei den Radachsen) an einem Drehgestell eines ICE-TD (DB-Baureihe 605)

- Schlingerdämpfer
an einem ICE3-Drehgestell
- Schlingerdämpfer (in horiz. Lage) und Schwingungsdämpfer (bei den Radachsen)
an einem Drehgestell eines ICE-TD (DB-Baureihe 605)

### Wankstütze
Wagenkästen mit hoher Schwerpunktlage werden besonders zum Wanken angeregt. Alternativ oder zusätzlich zu den mit Federn an den Wagenkasten angedrückten Gleitstücken kann eine Wankstütze eingebaut werden, welche das Wanken hemmt. Die Wankstütze besteht typischerweise aus einem im Drehgestell in Fahrzeugquerrichtung drehbar gelagerten Torsionsstab mit je einem festen Hebel an seinen Enden. Die Hebel sind gelenkig über Lenker auf beiden Seiten mit dem Wagenkasten verbunden. Alternativ kann der Torsionsstab auch am Wagenkasten gelagert und über Lenker mit dem Drehgestell verbunden sein. Die beim elastischen Verdrehen (Tordieren) des Stabes entstehende Rückstellkraft wirkt den das Wanken verursachenden Kräften (Fliehkraft) entgegen.

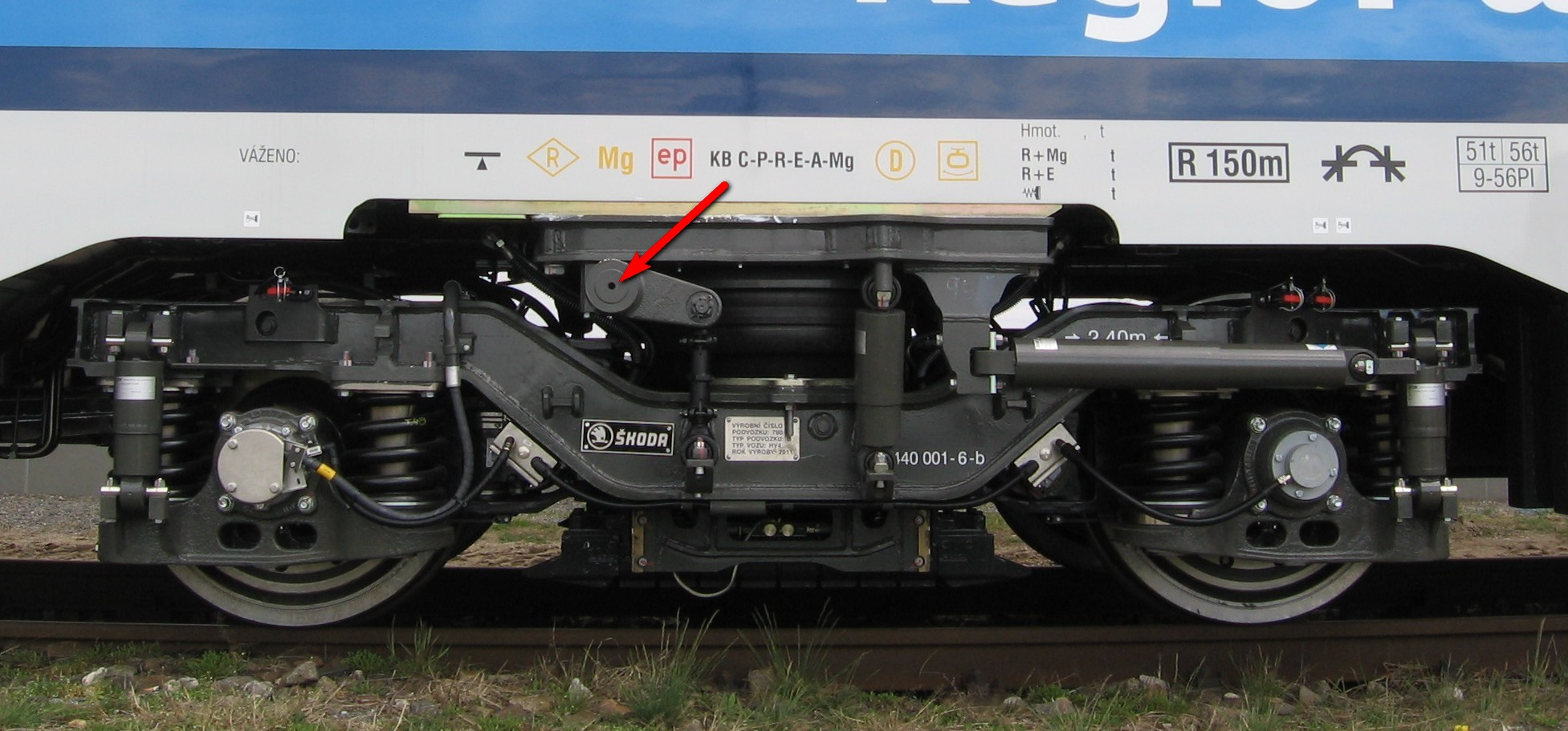
Wankstütze an einem Triebwagen. Der Pfeil zeigt auf das Zentrum des am Wagenkasten angebrachten Torsionsstabes.

- Wankstütze an einem Triebwagen. Der Pfeil zeigt auf das Zentrum des am Wagenkasten angebrachten Torsionsstabes.

### Radiale Steuerung der Radsätze

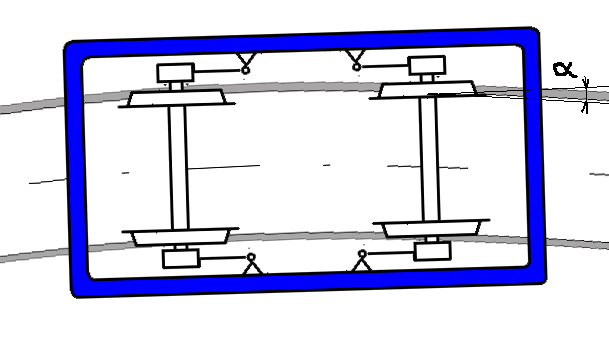
In Längsrichtung unbewegliche Radsätze

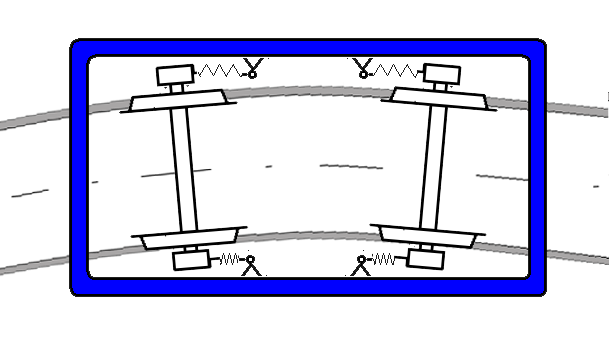
In Längsrichtung elastisch gelagerte Radsätze

Bei den meisten Drehgestellen sind die Radsatzlager in Längsrichtung unbeweglich angebracht, so dass die beiden Radsätze genau parallel zueinander sind. Je nach Achsabstand können die Radsätze solcher Drehgestelle in Gleisbögen immer noch erheblich an die Schienen anlaufen (nicht Gleis-parallel sein).
Bei einigen Drehgestellbauarten sind die Radsatzlager auch in Längsrichtung elastisch gelagert, sodass sich die Radsätze in Gleis-Bögen radial zum Bogen-Zentrum einstellen können. Die radiale Einstellung wird durch die Konizität der Rad-Laufflächen bewirkt, kann aber bei langsamer Fahrt, bei Übertragung von Zugkraft oder anderen Störeffekten aufgehoben werden, oder aber die Radsätze stellen sich sogar verkehrtherum ein. Bei entsprechend konstruierten Drehgestellen kann die Radialstellung statt im Radsatzlager auch mit einem hydraulischen Achslenkerlager ermöglicht werden.
Wenn die Radsatzlager mit einem Kreuzanker diagonal miteinander verbunden sind, ist gewährleistet, dass sich die Radsätze wenigstens immer gegenläufig einstellen. Die Einstellung mit einem Kreuzanker in die Gegenrichtung wird durch zusätzliche Maßnahmen verhindert:
- mit einem vom Ausdrehen des Drehgestells gegenüber dem Wagenkasten angetriebenen Mechanismus (z. B. bei den Liechty-Drehgestellen oder beim SIG Navigator) oder
- mit Antrieb durch rechnergestützte Aktuatoren.

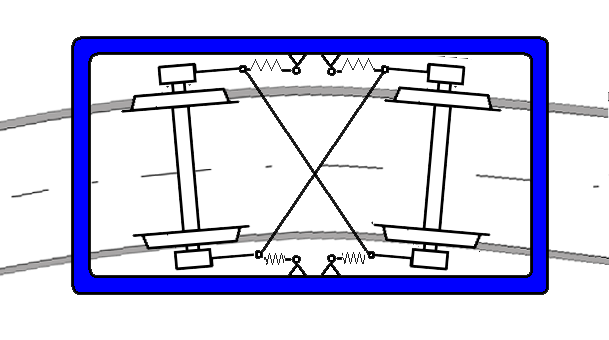
Mit Kreuzanker verbundene Radsätze
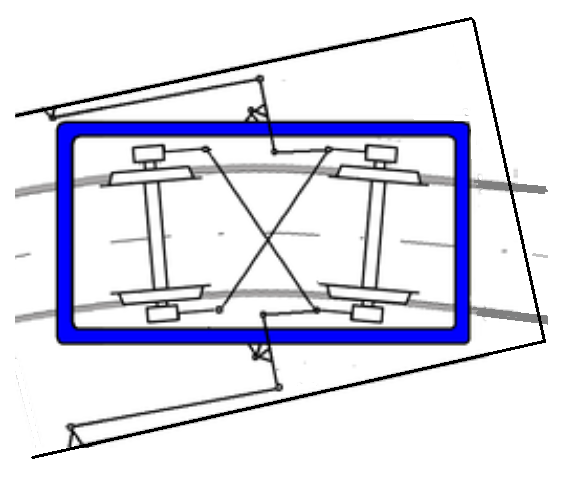
Antrieb des Kreuzankers durch Gestell-W.kasten-Auslenkung
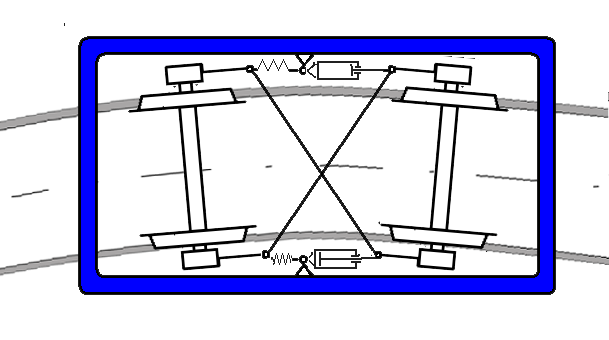
Antrieb des Kreuzankers mit Aktuatoren

### Drehgestelle mit Antrieb

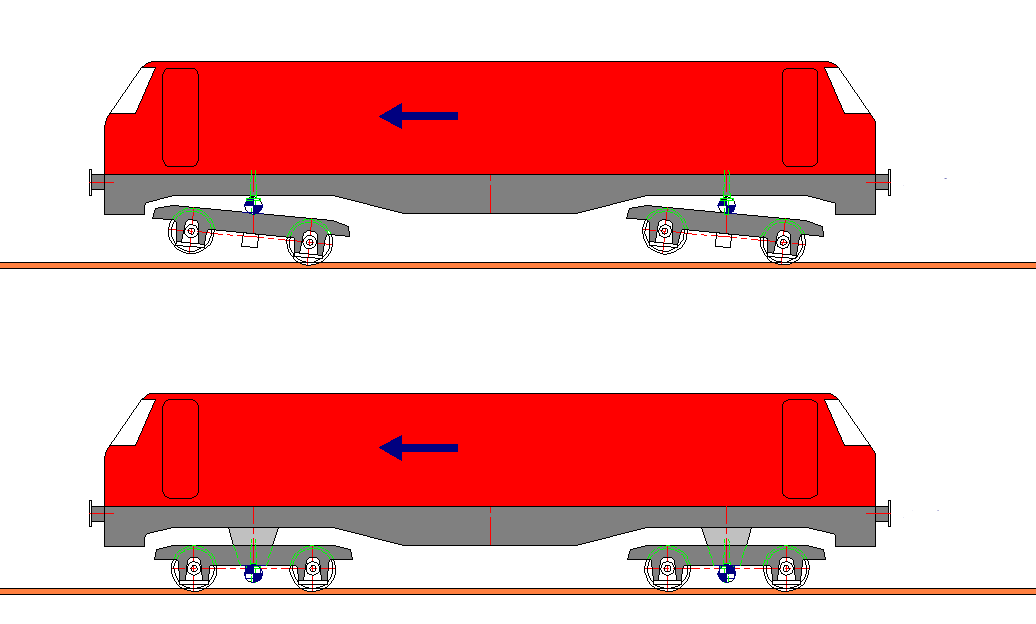
Unterschied zwischen hoch- und tiefliegendem Angriffspunkt der Längskräfte in einem Triebdrehgestell.

Die meisten Drehgestelle sind nicht angetrieben, sie werden bei Triebfahrzeugen als Laufdrehgestelle bezeichnet.
Davon werden die Drehgestelle der Lokomotiven und Triebwagen unterschieden, die zusätzlich zum Wagenkasten die Fahrmotoren oder mindestens die Übertragungsteile (Kupplung und Getriebe) von diesen zu den Radsätzen tragen und als Triebdrehgestelle bezeichnet werden.
Je nachdem ob ein oder mehrere Radsätze von einem meistens elektrischem Fahrmotor angetrieben werden, wird zwischen Einzelachsantrieben und Gruppenantrieben unterschieden. Triebdrehgestelle von Fahrzeugen mit Verbrennungsmotorantrieb werden als Maschinentriebdrehgestell oder Maschinendrehgestell bezeichnet, wenn der Verbrennungsmotor direkt auf dem Drehgestellrahmen lagert.

Triebdrehgestelle
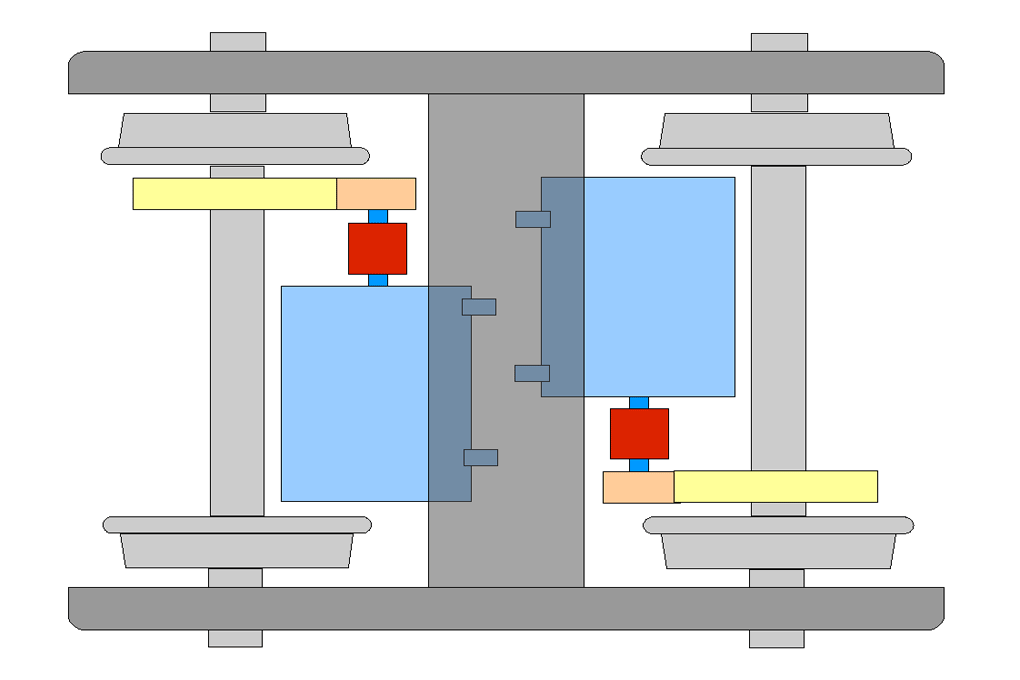
Schematische Darstellung eines Triebdrehgestelles mit zwei Elektromotoren: blau – Fahrmotor, rot – Kupplung, rosa – Ritzel, gelb – Großrad
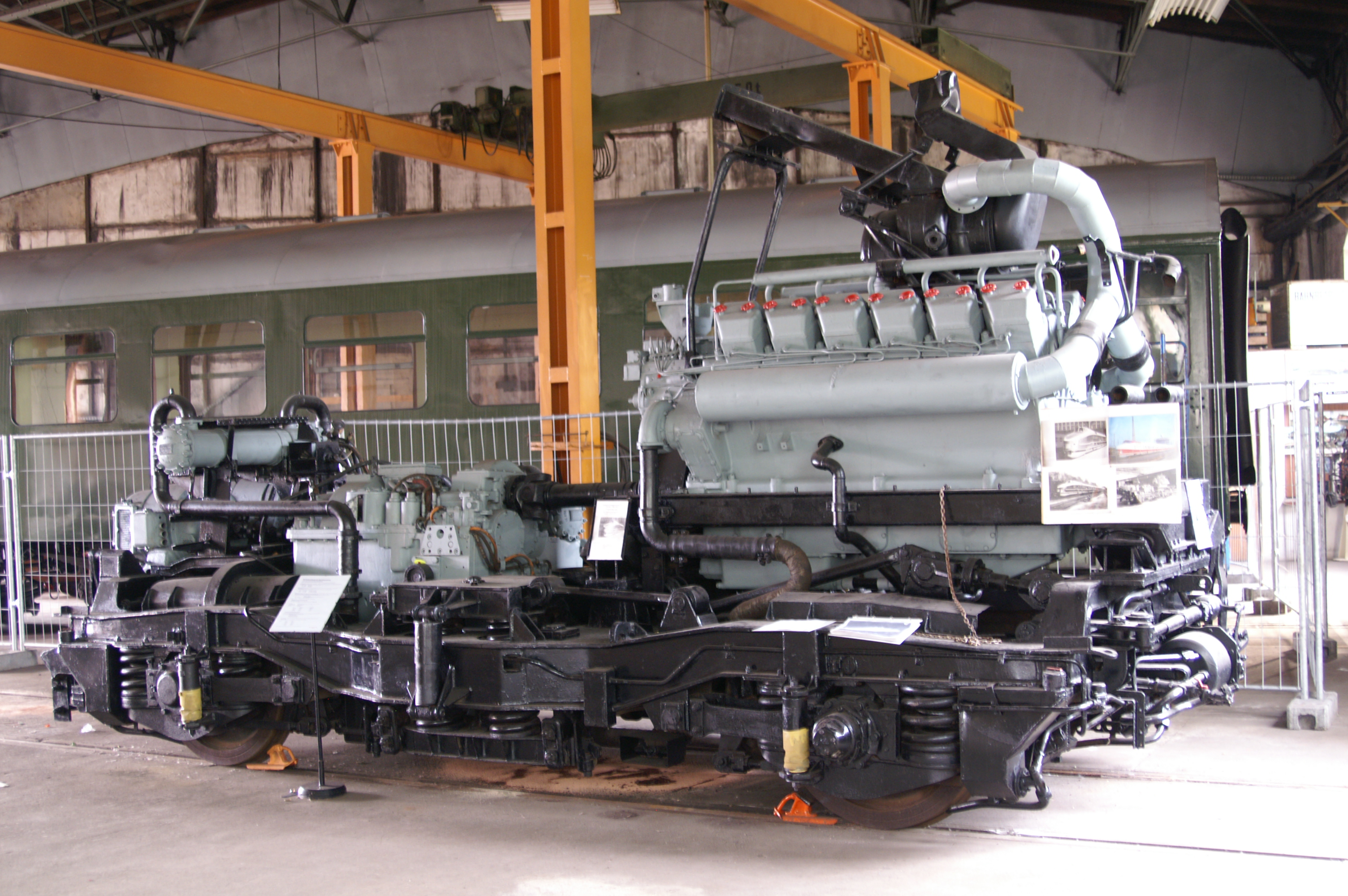
Maschinentriebdrehgestell eines Schnelltriebwagens

Historisch gab es auch Dampf-getriebene Drehgestelle
- mit externem Antrieb über außenliegende Kardanwellen und Winkelgetriebe – bekannteste Vertreter waren die Lokomotiven des US-Herstellers Shay, oder
- mit internem Antrieb – in den Lokomotivrahmen integrierte Drehgestelle (meist als Vorlauf-Gestelle) der Bauart Mallet, oder
- vereinzelt mit Dampfturbinen (Dampfturbinenlokomotive).

Bei Dampfmaschinen an Drehgestellen waren oftmals die Energieführungen mit teil-beweglicher Verrohrung Problemzonen für Undichtigkeiten und Energieverlust.
Eine Besonderheit von Triebdrehgestellen ist die Tiefanlenkung des Wagenkastens an das Drehgestell, wodurch die Kraftübertragung beim Vortrieb insofern verbessert wird, dass beide Radsätze möglichst gleich große Radsatzlast haben, was sonst insbesondere beim Beschleunigen und beim Bremsen wichtig ist. Zur Vereinheitlichung sind beispielsweise bei Triebwagen Trieb- und Laufdrehgestelle trotzdem häufig gleich aufgebaut.

### Bremsausrüstung
Drehgestelle sind in der Regel mit einem oder mehreren Bremssystemen ausgestattet. Ausnahmen hiervon sind einzelne Laufdrehgestelle von Triebwagen. Heute werden in der Regel druckluftbetätigte Reibungsbremsen (hauptsächlich Klotz- oder Scheibenbremsen) verwendet. Zusätzlich werden bei Drehgestellen für höhere Geschwindigkeiten Magnetschienen- oder Wirbelstrombremsen verwendet. Als Festhaltebremse sind für Lokomotiven und Triebwagen Federspeicherbremsen üblich, bei klassischen Reisezug- und Güterwagen werden weiterhin Spindelhandbremsen verwendet, die ohne zusätzliche Energiezufuhr von außen nutzbar sind.
Die pneumatische Bremsausrüstung wurde jahrzehntelang sowohl bei Lokomotiven als auch bei Wagen einschließlich der Bremszylinder im oder unter dem Rahmen angeordnet. Die Bremskraft wird in diesen Fällen durch Stangen, fallweise auch Ketten, auf die Bremsgestänge in den Drehgestellen übertragen. Das änderte sich durch Platzmangel, beispielsweise bei Doppelstockwagen, deren Querschnitt die Unterbringung von Bremskomponenten unter dem Wagenboden nicht ermöglicht. In solchen Fällen werden die Bremszylinder, teilweise auch der Hilfsluftbehälter und Steuerventile im Drehgestell untergebracht. Bei Scheibenbremsen ist die Anordnung der Bremszylinder unmittelbar an den die Bremsscheiben umgreifenden Bremszangen die übliche Ausführung. In Triebdrehgestellen mit Tatzlager- und Hohlwellenantrieben ist häufig ebenfalls kein Platz für ein klassisches Bremsgestänge. In diesen Fällen erhält jede Seite, fallweise jedes Rad einen eigenen Bremszylinder.
Die vollständig im Drehgestell eingebaute Bremsausrüstung erleichtert auch das Umspuren mit Drehgestellwechsel. Damit ist es nicht erforderlich, das Bremsgestänge manuell ab- und anzuhängen.

## Sonderbauarten

### Mehrachsige Drehgestelle
Der größte Teil aller heute eingesetzten Drehgestelle ist zweiachsig. Es gibt aber auch solche mit drei und mehr Radsätzen, damit die zulässigen Radsatzlasten der befahrenen Streckenabschnitte nicht überschritten wurden.
Dreiachsige Drehgestelle kommen vor allem bei Lokomotiven und Güterwagen für schwere Lasten zum Einsatz. Bei Reisezugwagen wurden sie vor allem bei den im Vergleich zu einfachen Personenwagen etwas schwereren Schlaf-, Speise- und Salonwagen benutzt. Für einen zwangfreien Bogenlauf ist bei dreiachsigen Drehgestellen in der Regel der mittlere Radsatz seitenverschiebbar. Es besteht auch die Möglichkeit, beim mittleren Radsatz auf die Spurkränze zu verzichten.
Lokomotiven mit zwei dreiachsigen Drehgestellen wie die SBB Ae 6/6 oder die ÖBB 1010 führen wegen ihren großen Radsatzsätzen in engen Radien zu einem starken Verschleiß der Schienen. Die SBB beschafften als Nachfolger die Re 6/6 mit drei zweiachsigen Drehgestellen, womit sich der Verschleiß stark verminderte, was bei Alpenbahnen nicht unbedeutend ist. Die ÖBB verzichteten nach dem Kauf der 1010 auf die Beschaffung weiterer sechsachsiger Streckenlokomotiven.
Ein vierachsiges Drehgestell besteht aus zwei zweiachsigen Drehgestellen, auf die sich anstatt des Wagenkastens zuerst eine Brücke abstützt. Der Wagenkasten wird von zwei solcher vierachsigen Kombinationen getragen.
Für besonders schwere Lasten, vor allem für Tiefladewagen, sind Drehgestelle mit bis zu sieben Radsätzen in einem gemeinsamen Rahmen gebaut worden. Die Federungen benachbarter Radsätze sind mit Ausgleichshebeln untereinander verbunden, damit die Radsätze möglichst gleich große Radlast heben
- dreiachsiges Schwanenhalsdrehgestell eines Reisezugwagens
- vierachsiges Drehgestell eines Niederflurwagens der Rollenden Landstraße

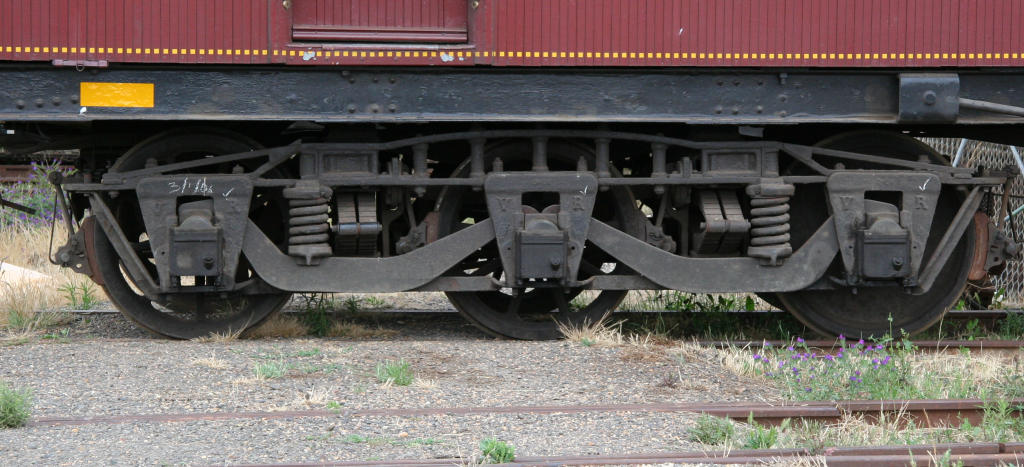
dreiachsiges Schwanenhalsdrehgestell eines Reisezugwagens
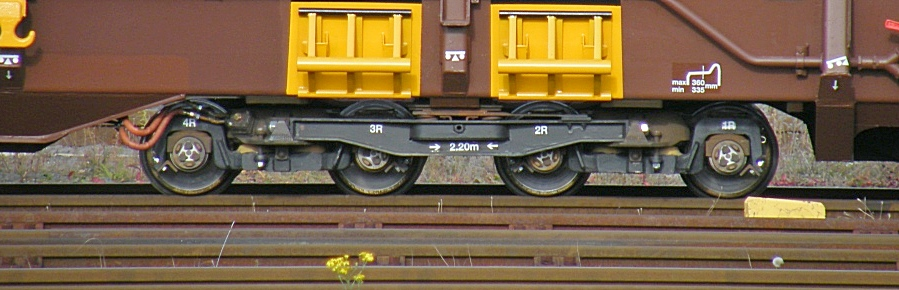
vierachsiges Drehgestell eines Niederflurwagens der Rollenden Landstraße
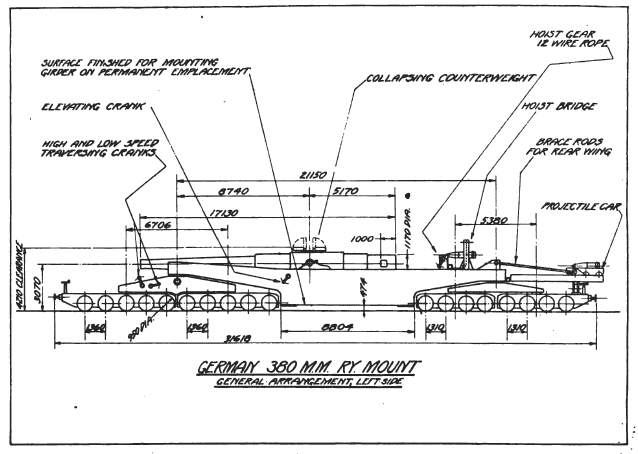
38-cm-Geschütz Langer Max auf einer Drehgestellkombination aus zwei vier- und einer aus zwei fünfachsigen Gestellen

### Einachsige Drehgestelle
In seltenen Fällen wurde auch nur ein Radsatz in einem gegenüber dem Wagenkasten ausdrehbaren Rahmen gelagert. Solche Drehgestelle müssen zwangsgelenkt werden, weil sie prinzipiell von den Schienen springen können. Sie werden entweder vom Wagenkasten oder einem benachbarten Fahrwerk gelenkt. Bei den Lenkdreiachsern übernimmt ein mittlerer Laufradsatz die Auslenkung der beiden angetriebenen, an den Wagenenden angeordneten Einzelachsdrehgestelle bei Bogenfahrt.

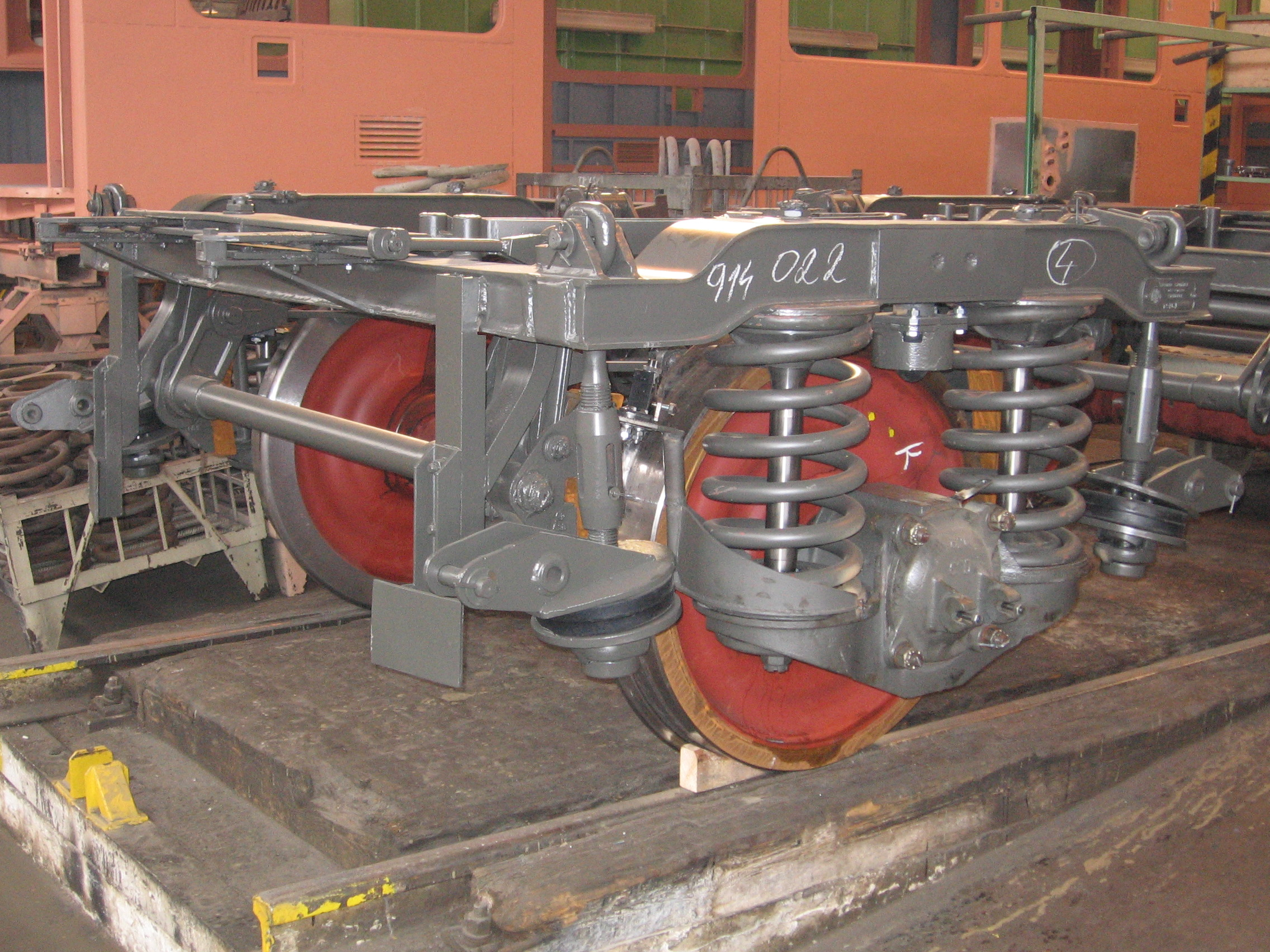
Einachsiges Drehgestell eines Dieseltriebwagens
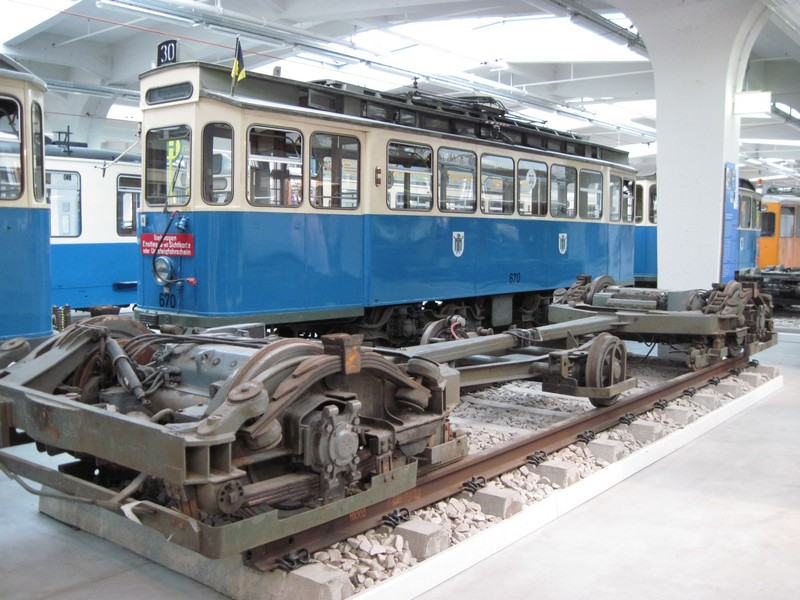
Lenkdreiachslaufgestell eines Straßenbahntriebwagens.

- Einachsiges Drehgestell eines Dieseltriebwagens
- Lenkdreiachslaufgestell eines Straßenbahntriebwagens.

### Drehgestelle mit Losrädern
Bei Losradsätzen drehen sich die Radscheiben unabhängig voneinander. Ihre Nachteile bei der Anwendung in Drehgestellen sind die gleichen wie bei ihren Anbau in Eisenbahnwagen ohne Drehgestellen.
Durch die fehlende Verbindung zwischen den beiden seitlichen Rädern entstehen keine Schlupfkräfte in Längsrichtung, so dass in der Geraden kein Sinuslauf entsteht. Es gibt keinerlei Selbstzentrierung im Gleis. Schon kleine Abweichungen von der Parallelstellung der Räder führt dazu, dass ein Rad dauerhaft mit dem Spurkranz am Schienenkopf anläuft. Losradsätze können dadurch einen erhöhten Spurkranz- und Schienenseitenverschleiß haben.

### Jakobs-Drehgestelle
Beim Jakobs-Drehgestell stützen sich zwei verschiedene Wagenkästen an ihren jeweiligen Enden gemeinsam auf einem Drehgestell ab. Bei längeren Zugeinheiten halbiert sich somit die Anzahl der Drehgestelle in etwa. Die Radsatzlast verdoppelt sich aber, oder die Nutzlast auf den Drehgestellen halbiert sich ebenfalls. Dem wird häufig dadurch entgegengewirkt, dass die Wagenkästen kürzer sind als bei Wagen mit konventionellen Drehgestellen. Die Zugeinheit kann betrieblich nicht getrennt werden.
Das Jakobs-Drehgestell wurde speziell für dauernd verbundene Güterwagen entwickelt.
Es wird auch bei Triebwagen und bei Stadtbahnwagen wie z. B. den Tw 6000 in Hannover zwischen den Wagenteilen verwendet.

### Maximumdrehgestelle

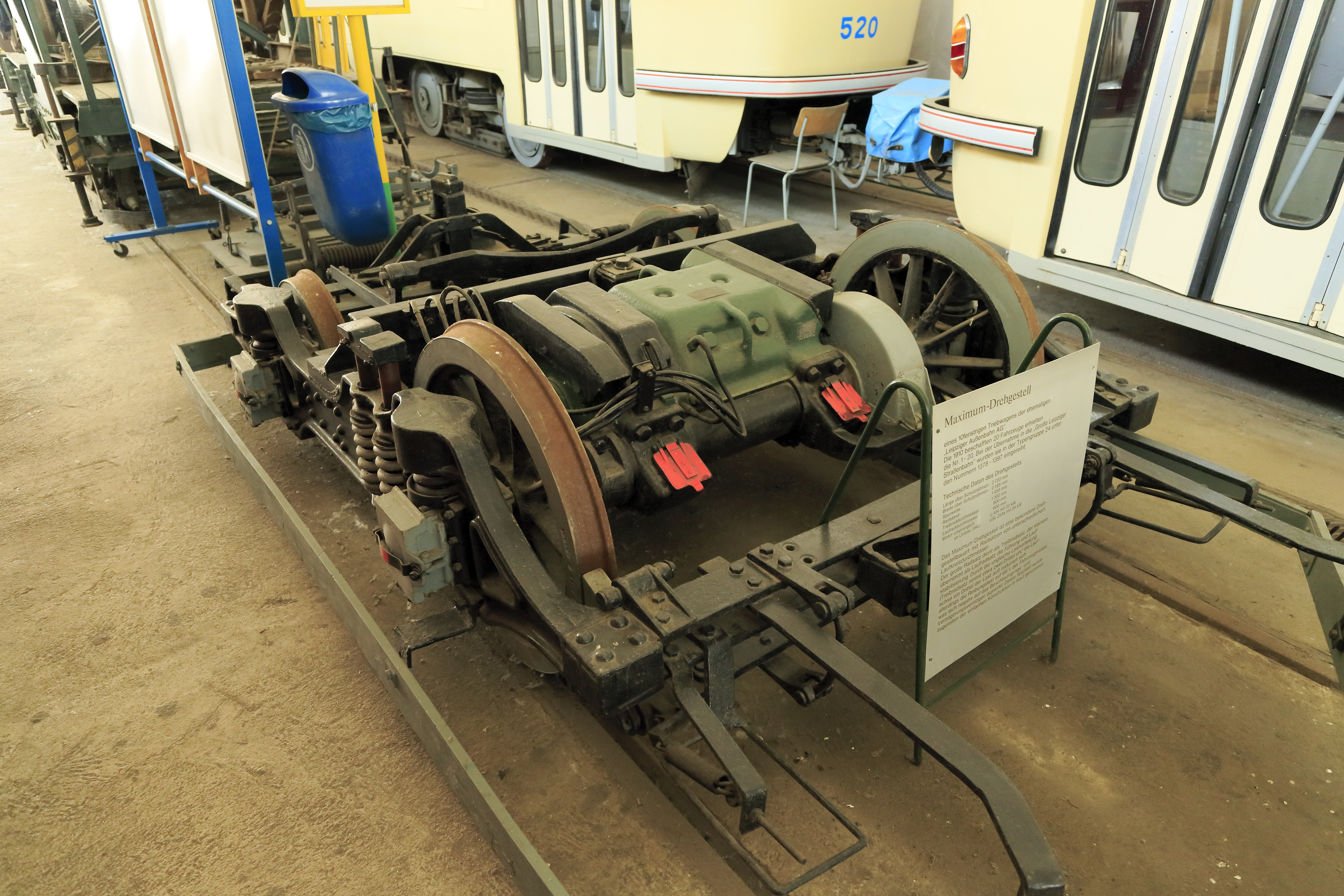
Maximumdrehgestell eines Triebwagens Typ 24 der Leipziger Außenbahn AG

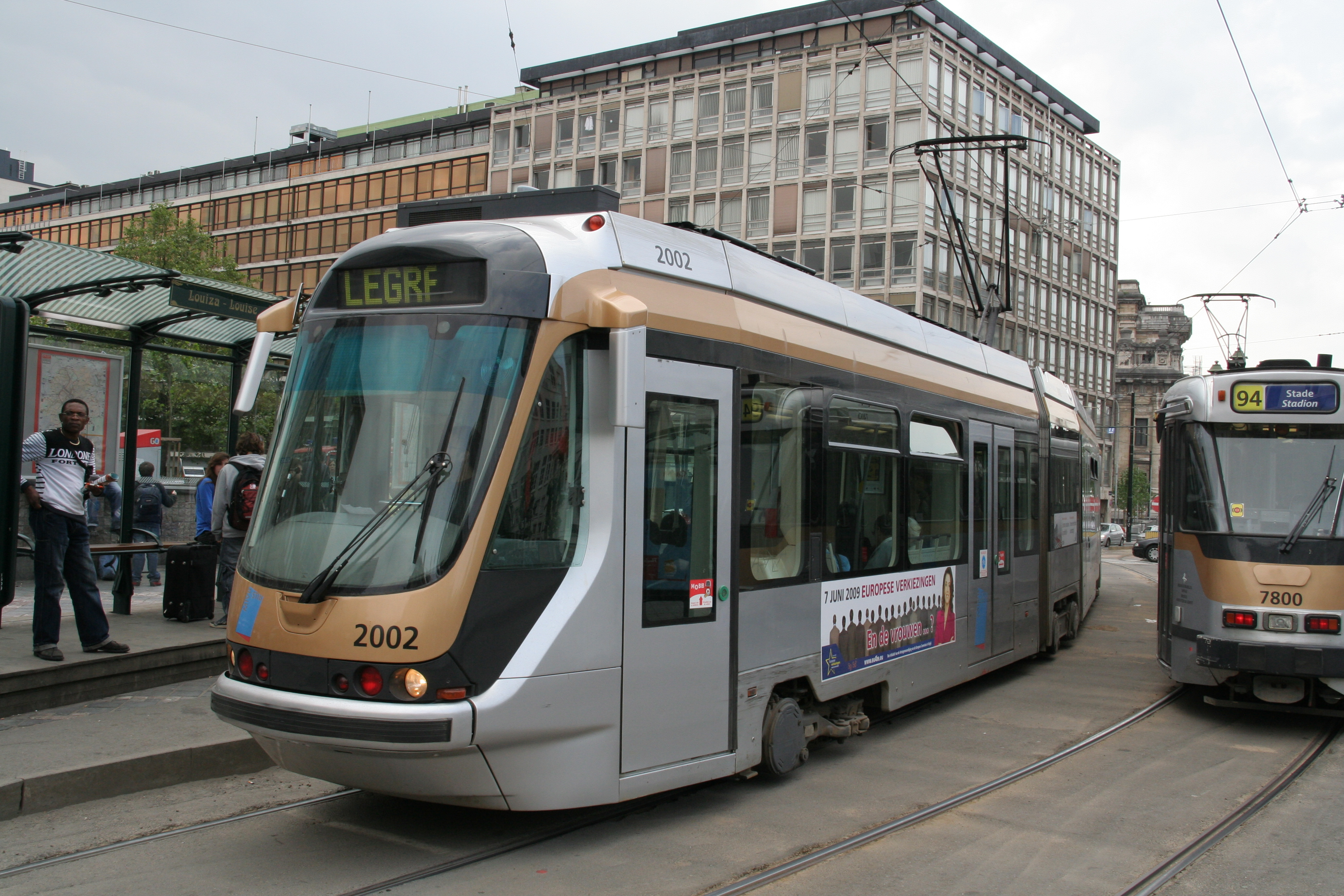
Tram 2000 in Brüssel mit asymmetrischem Drehgestell

Maximumdrehgestelle besitzen Radsätze mit unterschiedlichen Raddurchmessern. Die Hauptlast des Wagenkastens liegt dabei auf dem größeren, angetriebenen Radsatz. Der kleinere Laufradsatz ermöglicht einen kleineren Radsatzabstand, was die Bogenfahrt erleichtert (Bogenradius bis nur 15 Meter). Die höhere Belastung des großen Treibradsatzes durch Fahrmotor und Wagenkasten bewirkt, dass man das „Maximum“ an Kraft über einen Radsatz übertragen kann. Damit war es möglich, einen vierachsigen Triebwagen mit einer konventionellen Steuerung und nur zwei Fahrmotoren auszurüsten. Verwendet wurden die Drehgestelle vor allem bei Straßenbahntriebwagen ab etwa 1900, beispielsweise den Reihen A und B der Straßenbahn München, den Typen GBS Maximum 27 und GBS Maximum 30 der Großen Berliner Straßenbahn oder den Serien AKG 191–200 und 431–440 der Straßenbahn Aachen. Weitere Betriebe, die Maximum-Triebwagen beschafften, waren unter anderen die Straßenbahnen in Augsburg, Nürnberg und Wien sowie die Filderbahn-Gesellschaft.
Die konstruktiven Ursprünge gehen auf die sogenannten Maximumtrucks der J. G. Brill Company aus dem Jahr 1891 zurück. Einen echten Drehzapfen gibt es bei Maximumdrehgestellen nicht, durch die Form der Gleitstücke liegt der Drehpunkt auf dem angetriebenen Radsatz. Nachteilig sind die schlechteren Laufeigenschaften gegenüber gewöhnlichen Drehgestellen, da die auf die Treibradsätze wirkenden Stöße nicht halbiert werden. Außerdem neigen Maximumdrehgestelle mit vorauslaufenden Laufradsatz wegen ihrer geringen Achslast bei schlechter Gleislage zu Entgleisungen. Durch die Weiterentwicklung der Steuerungstechnik und der daraus resultierenden Möglichkeit, mit vergleichbarem Aufwand vier Fahrmotoren in einem Wagen zu nutzen, wurden nach dem Ersten Weltkrieg nur noch wenige Wagen mit Maximumdrehgestellen gebaut, so etwa für die Straßenbahn Freiburg im Breisgau in den Jahren 1927 bis 1929. Eine Ausnahme bildete die Straßenbahn München, für die sie bis in die 1930er Jahre beschafft wurden, zuletzt mit der Reihe F. Triebwagen mit Maximumdrehgestellen blieben bis weit in die zweite Hälfte des 20. Jahrhunderts im Einsatz.
Eine vergleichbare Konstruktion wurde noch einmal in den 1990er Jahren bei den Kurzgelenk-Niederflur-Triebwagen GTxN/M/S von AEG bzw. Adtranz verwendet. Auch hier sind im Drehgestell ein Lauf- und ein Treibradpaar angeordnet. Der Auflagerpunkt des Wagenkastens ist wie beim Maximum-Drehgestell zum Treibradpaar hin versetzt, so dass die Treibräder mit rund zwei Drittel der Fahrzeugmasse belastet werden.
Auch die Brüsseler Straßenbahn hat mit den Tram 2000 Fahrzeuge mit asymmetrischen Drehgestellen im Einsatz, deren Treib- und Laufräder unterschiedliche Raddurchmesser aufweisen.

## Bildergalerie

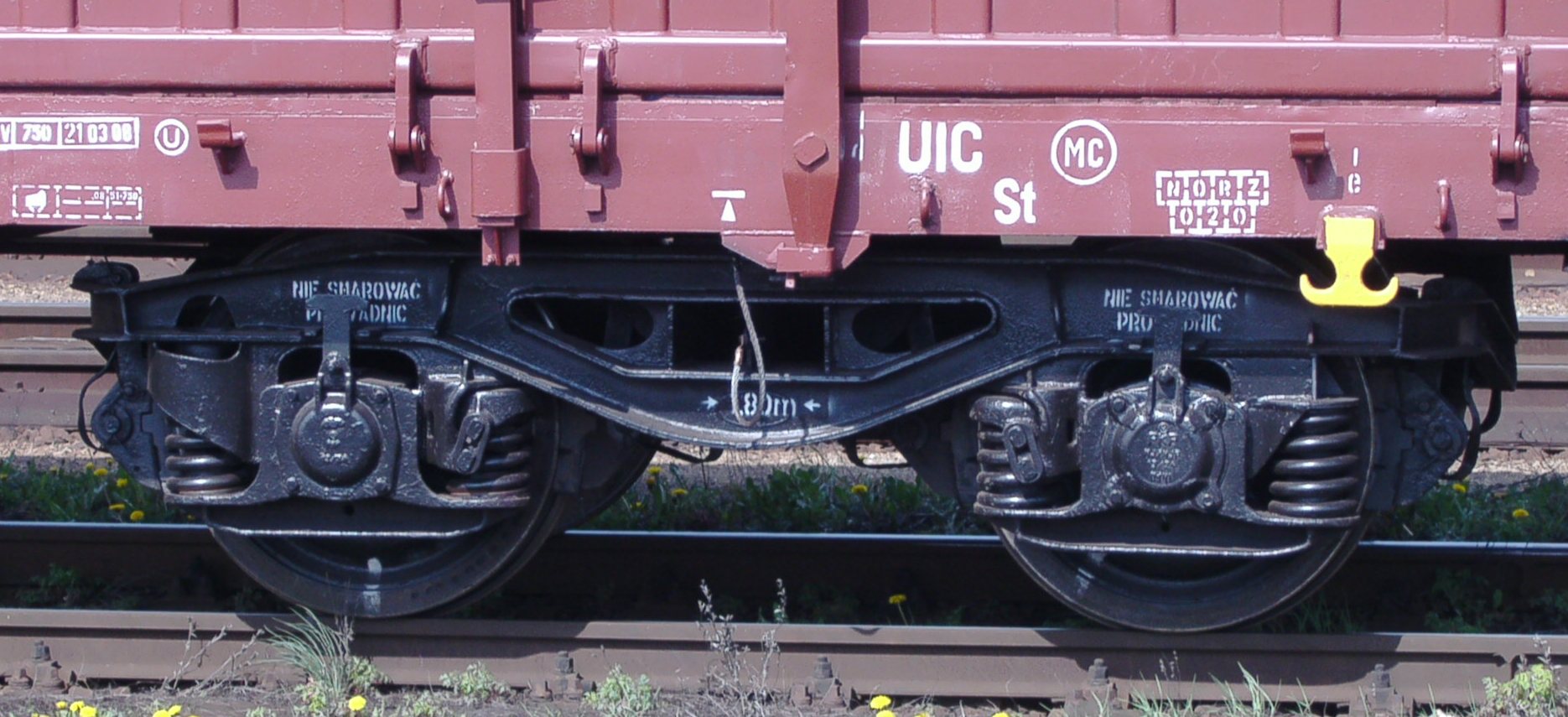
Y25-Drehgestell mit 1,80 m Achsabstand an einem Res-Wagen in (UIC-Standardbauart) der PKP
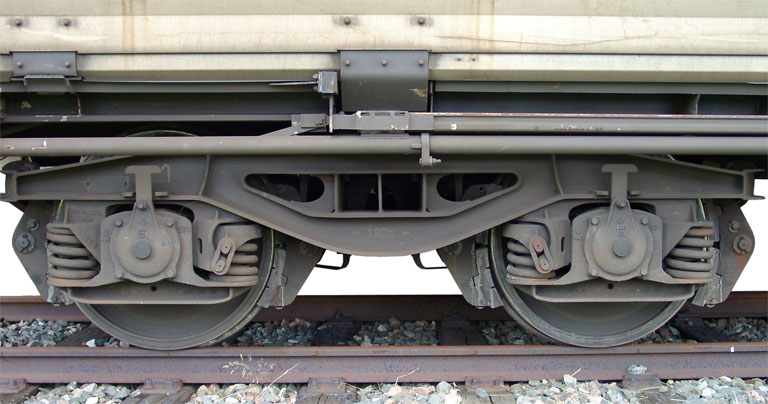
Drehgestell Typ Y25 in Schweißbauart mit Radsätzen für eine Achslast von 22,5 t (häufigstes Güterwagendrehgestell in Europa)
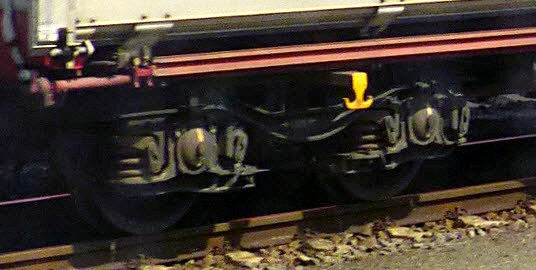
Drehgestell Typ TVP 2007 mit kreuzankergesteuerten, radial einstellbaren Radsätzen für eine Achslast von 25 t (abgeleitet aus Typ Y25)
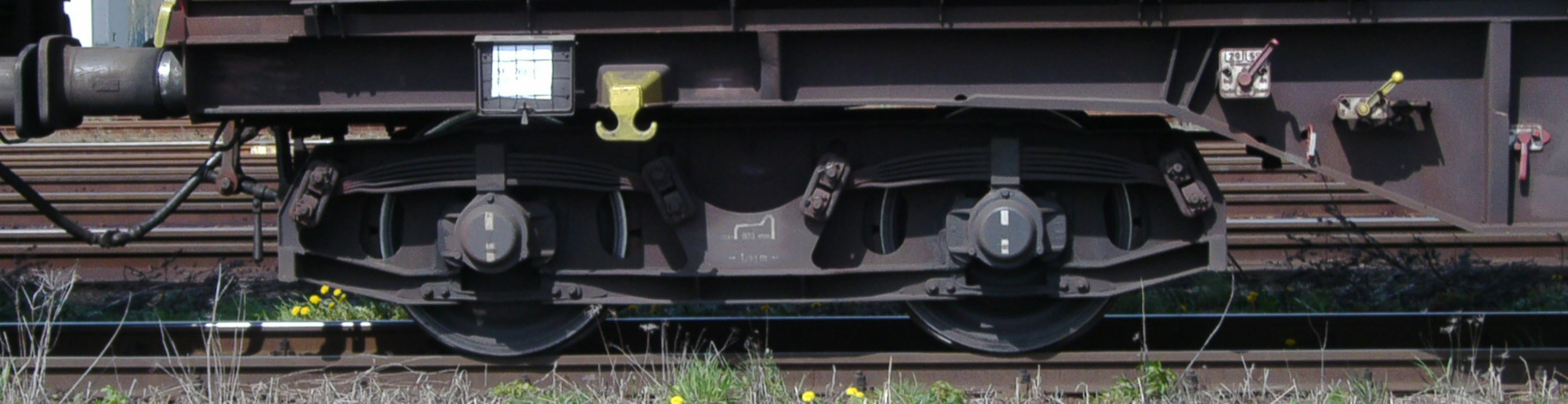
Drehgestell DB-Bauart 652 mit Parabelfedern (von LHB entwickelt und ab 1986 gebaut)
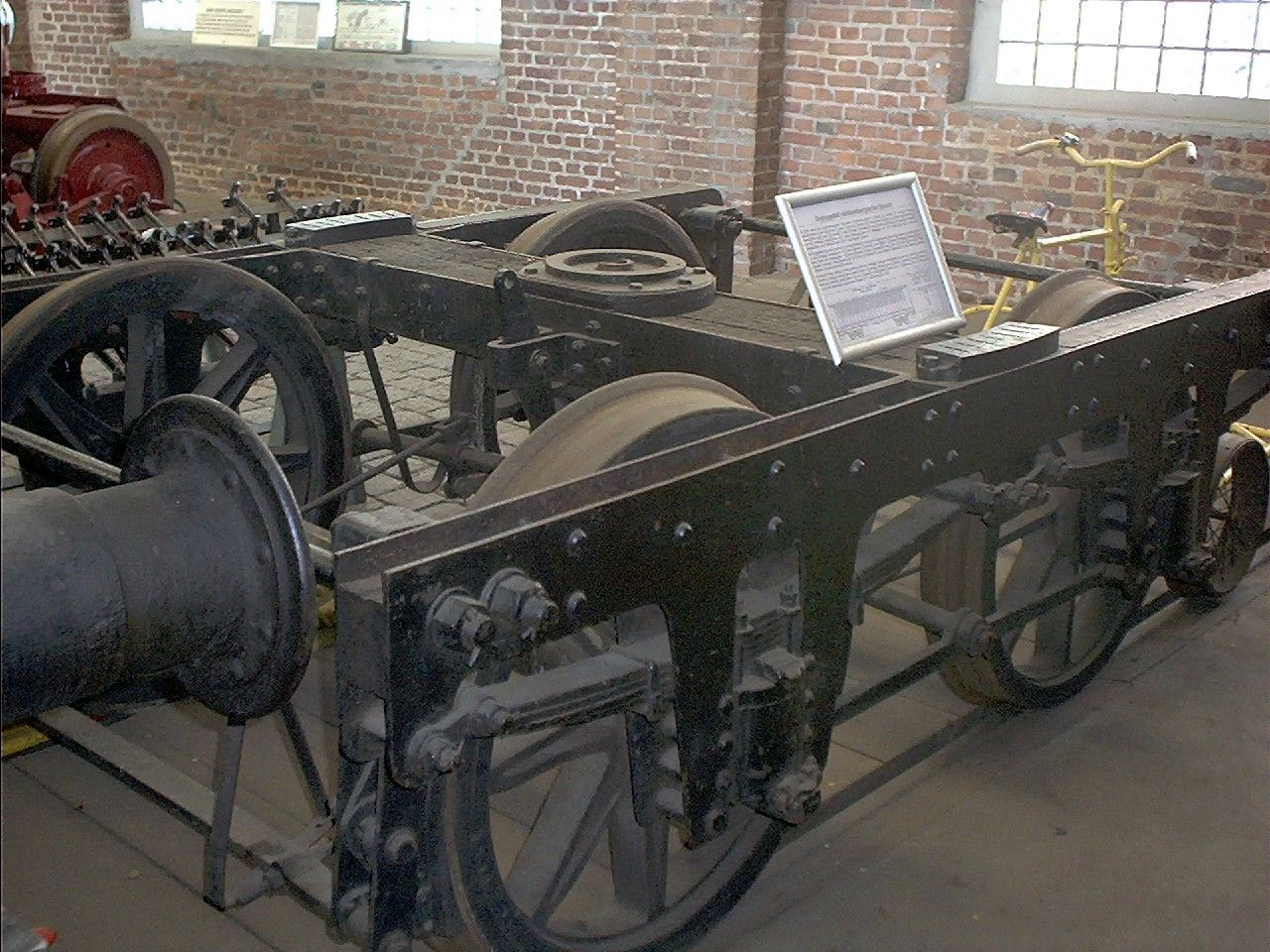
Württemberger Drehgestell in Kompositbauweise von 1845
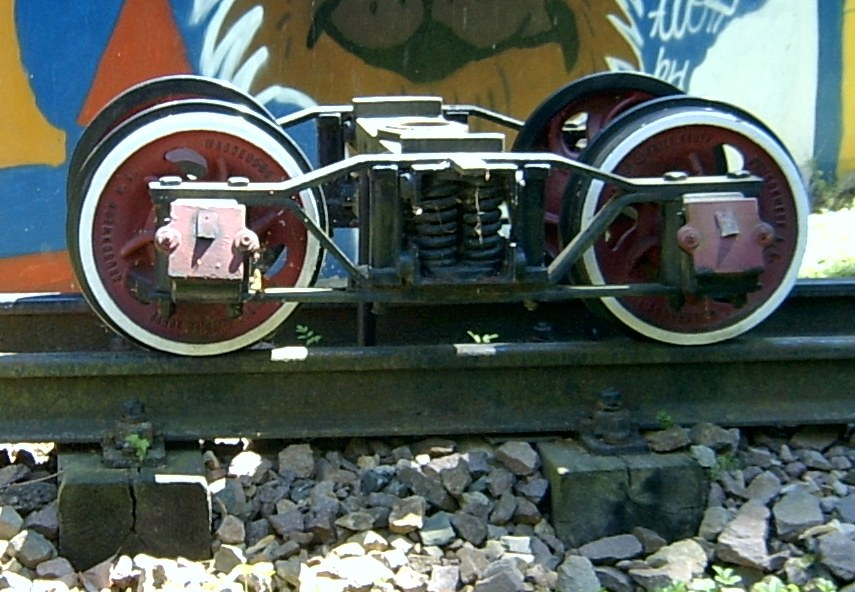
Diamond-Drehgestell eines Personenwagens der MPSB um 1890
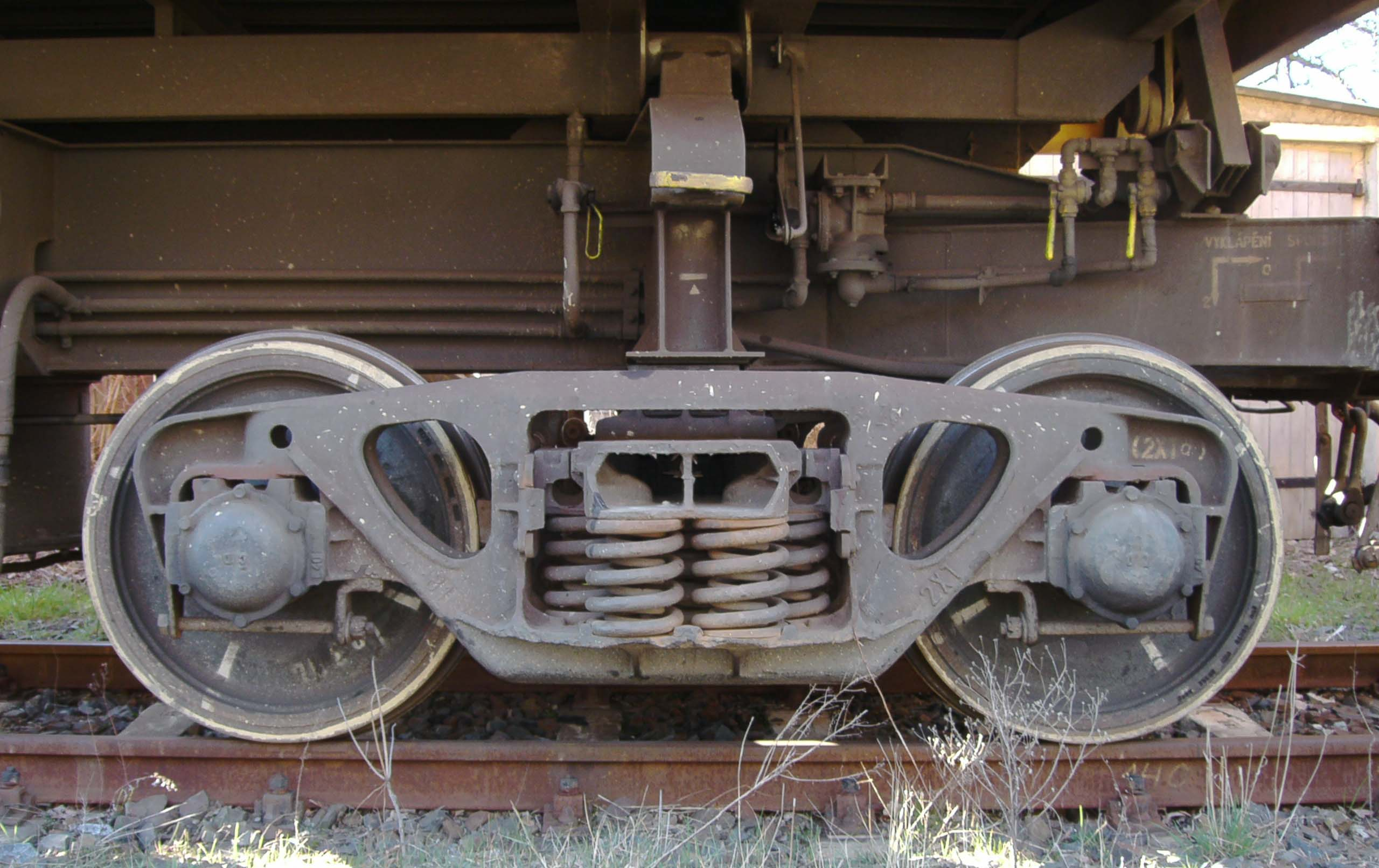
dreiteiliges Gussdrehgestell ohne Primärfederung (Three Piece Bogie) mit Abhebesicherungen an den Radsatzlagern (häufige Bauart für Güterwagen außerhalb Europas)
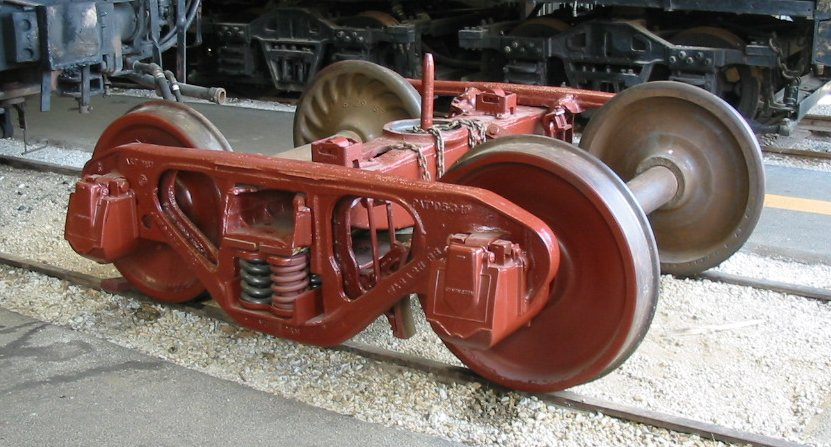
amerikanisches Güterwagendrehgestell (Three Piece Bogie, auch Bauart Bettendorf) mit Gleitradsatzlagern

- engl. Track = Spurmaß (Spurweite minus Spurspiel);
engl. wheelbase = (Drehgestell)achsstand

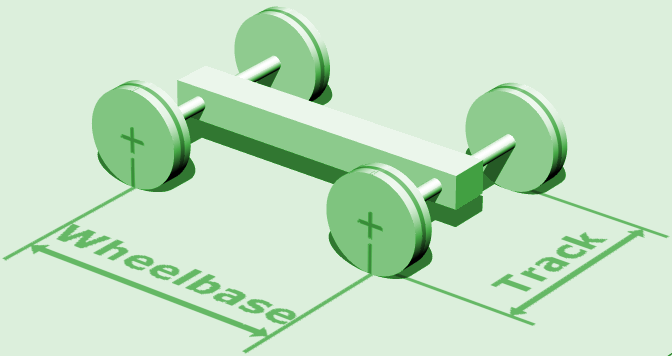
engl. Track = Spurmaß (Spurweite minus Spurspiel); engl. wheelbase = (Drehgestell)achsstand
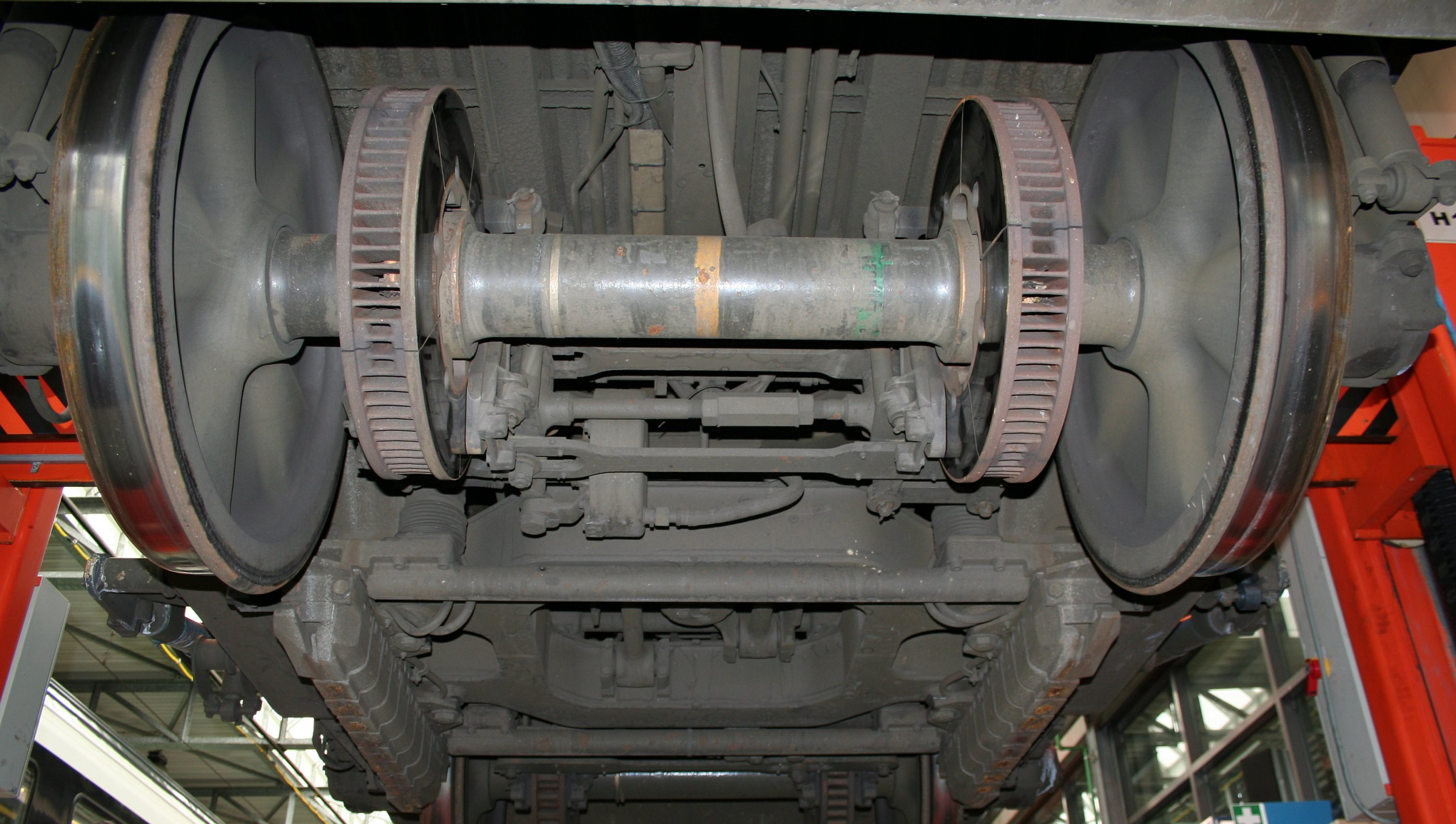
Drehgestell eines Eurocity-Wagens der SBB, Ansicht von unten
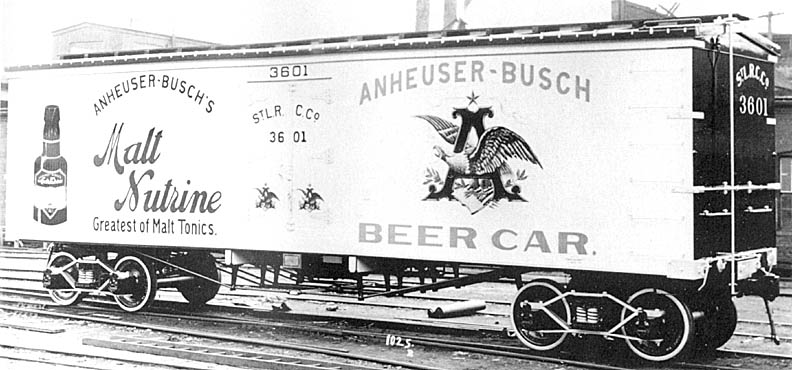
US-amerikanischer Bierkühlwagen mit Diamond-Drehgestellen
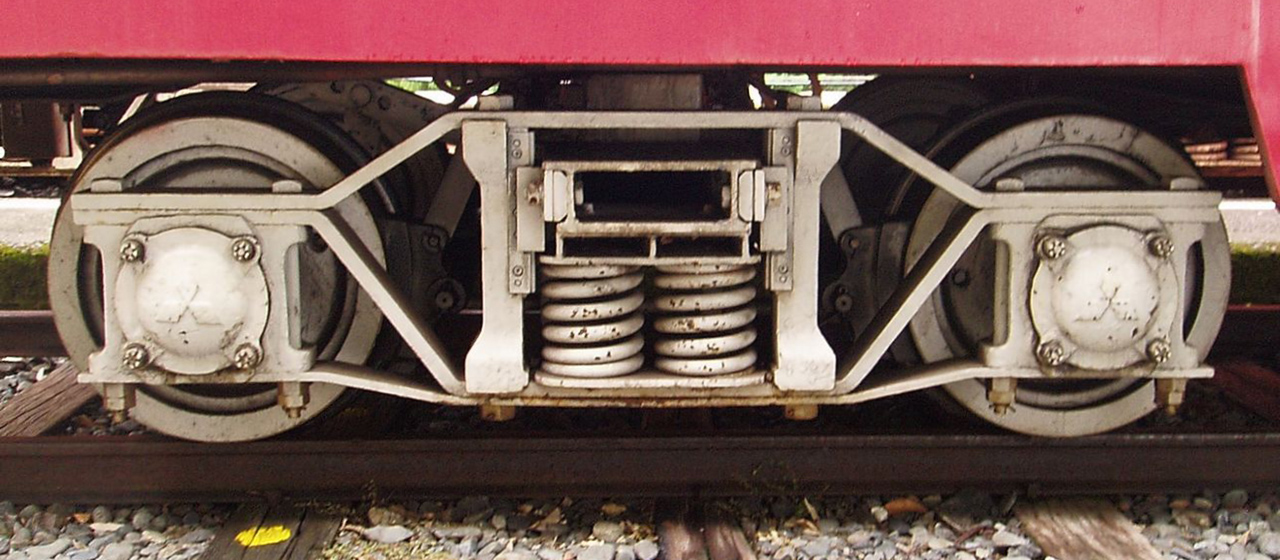
Japanisches Diamond-Drehgestell mit Rollenradsatzlagern

- US-amerikanischer Bierkühlwagen mit Diamond-Drehgestellen
- Japanisches Diamond-Drehgestell mit Rollenradsatzlagern
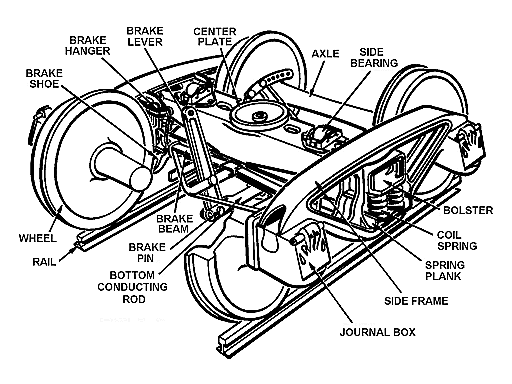
dreiteiliges Gussdrehgestell ohne Primärfederung (Three Piece Bogie), Schnittdarstellung
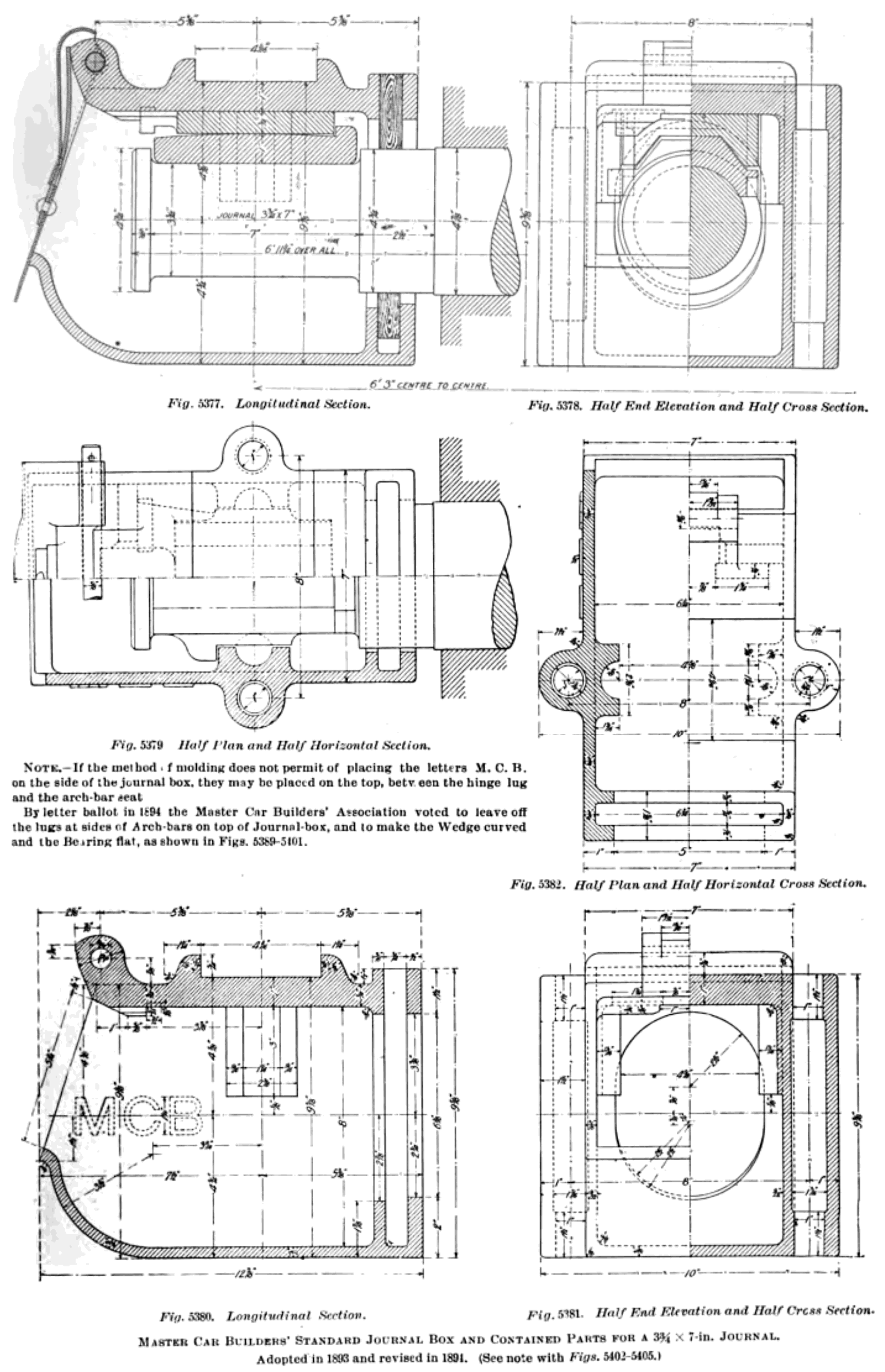
US-amerikanisches Gleitradsatzlager, Schnittdarstellungen

- US-amerikanisches Gleitradsatzlager, Schnittdarstellungen
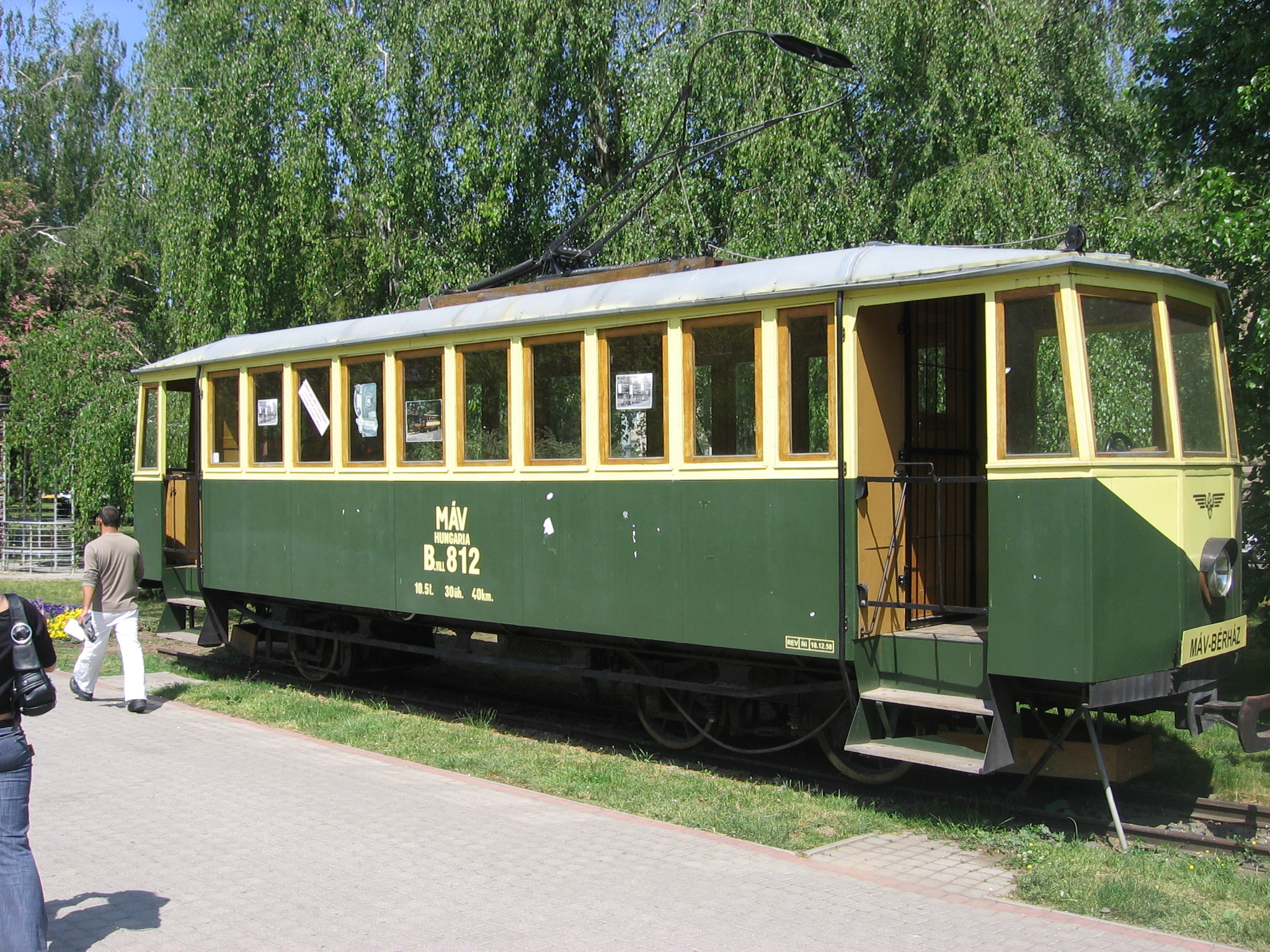
Kombination aus Drehgestell und Einzelradsatz bei einem Triebwagen der ehemaligen Straßenbahn Nyíregyháza

## Anmerkung
1. ↑  Halbieren bzw. Verdoppeln in etwa, weil sich auf das erste und auf das letzte Drehgestell eines Wagen-Zuges nur je ein Wagenkasten stützt.